# Lazzaretto di Ancona
Il Lazzaretto di Ancona, detto anche Mole Vanvitelliana, è un complesso monumentale del XVIII secolo, progettato dall'architetto Luigi Vanvitelli nel porto di Ancona. Sorge su di un'isola artificiale pentagonale appositamente realizzata nel settore meridionale del bacino portuale; il pentagono regolare è anzi la forma che impronta tutta la struttura, dalle mura di cinta agli edifici e alla piazza centrale.
All'origine completamente isolato dalla terraferma, nel corso dei due secoli successivi alla costruzione è stato collegato alla riva con tre ponti. Con una superficie di 20.000 m², è nato come struttura polivalente sanitaria e militare e dal 1909 è monumento nazionale. Oggi è un polo culturale, sede del Museo Tattile Omero, di un auditorium, di eventi culturali e di mostre d'arte.
Il canale che lo divide dalla terraferma è detto Mandracchio ed accoglie la flotta peschereccia della città.

## Caratteristiche e architettura

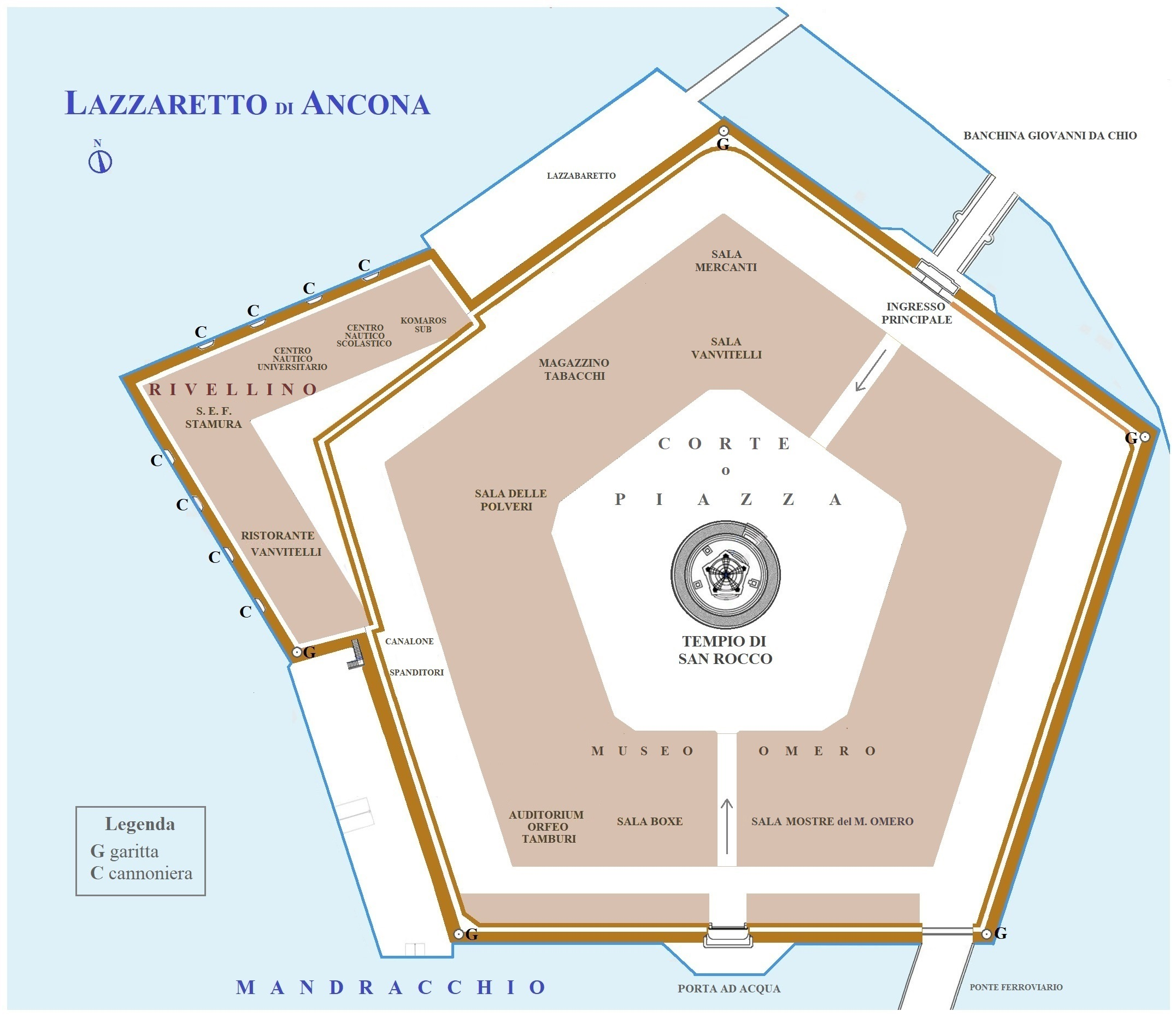
Pianta schematica del Lazzaretto

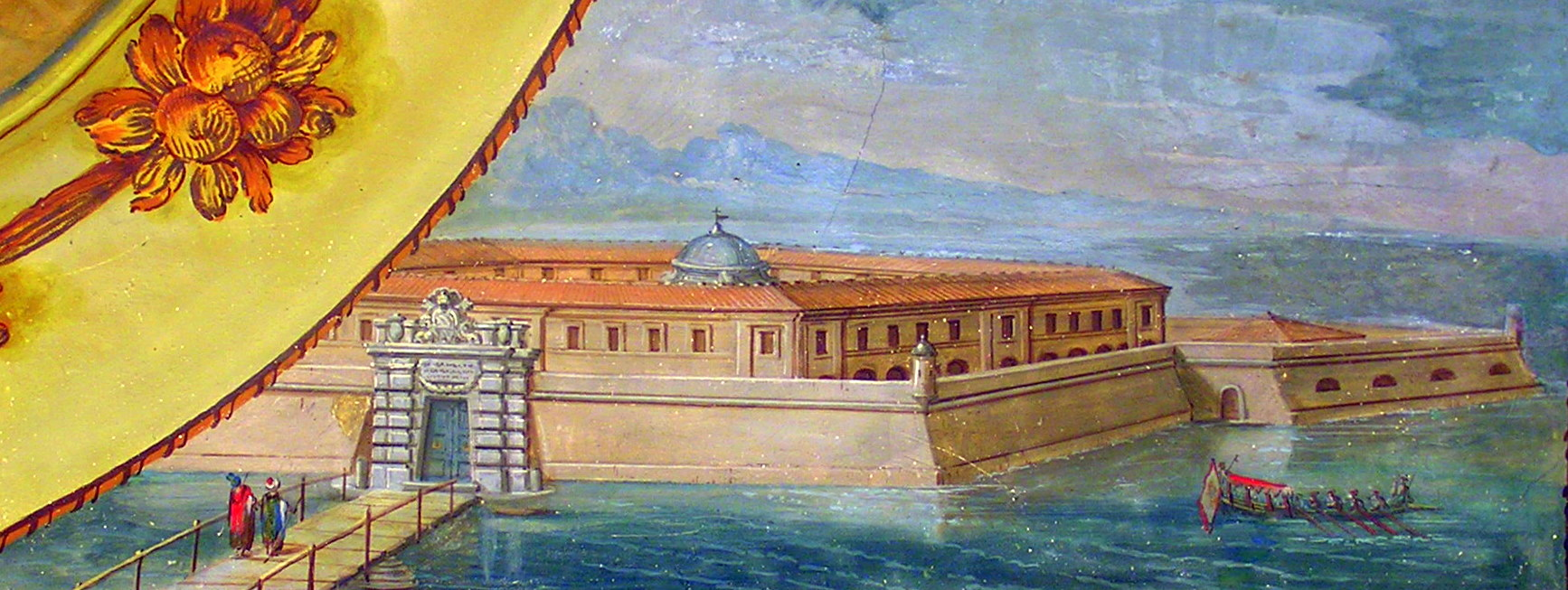
Giuseppe Pallavicini (XVIII sec. - Palazzo Benincasa). Portale principale (con ponte provvisorio in legno) e rivellino.

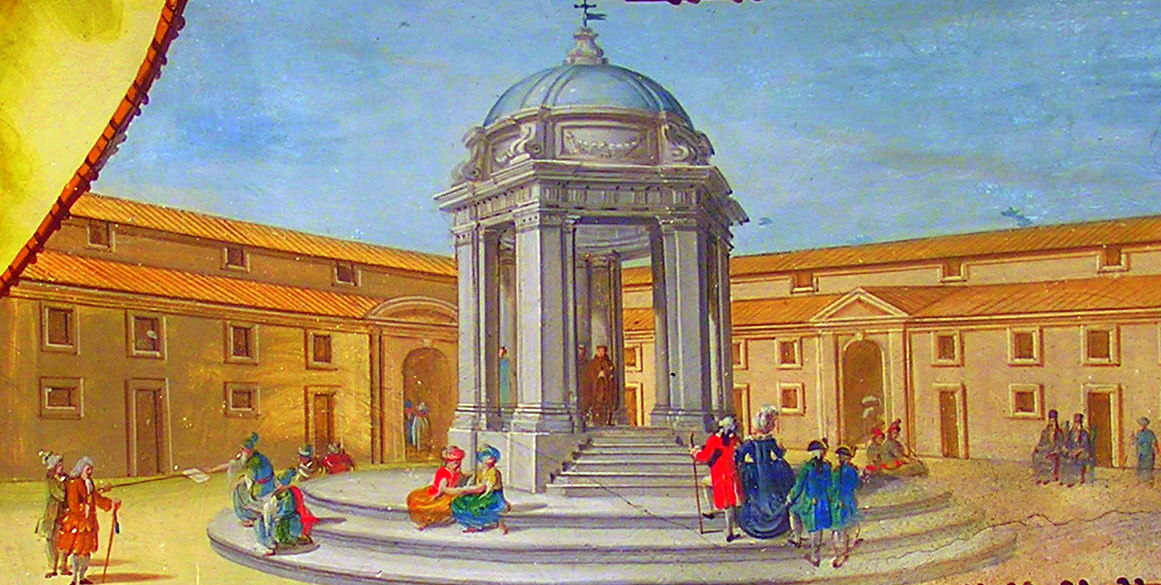
Giuseppe Pallavicini (XVIII sec. - Palazzo Benincasa). La corte del Lazzaretto con viaggiatori in quarantena e nobili in visita; una lettera è posta su una canna appuntita per essere consegnata senza rischio di contagio.

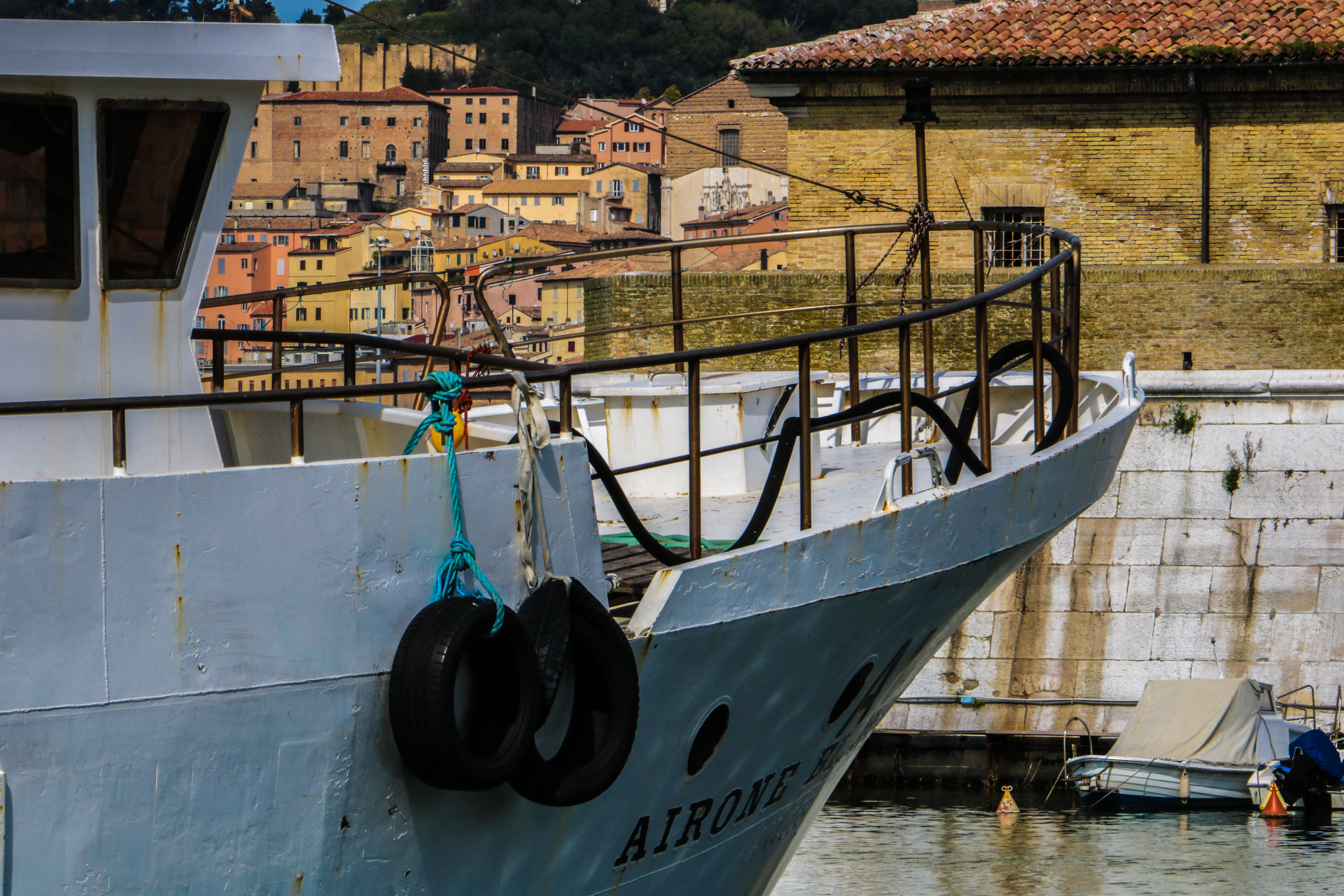
Il mandracchio, il muro di cinta del Lazzaretto e, sullo sfondo, il rione di San Pietro.

Il Lazzaretto è costruito su un'isola artificiale avente la forma di un pentagono regolare e tutti i suoi edifici, strade e piazze, di seguito descritti, si attengono a questa figura geometrica, ricca di valori simbolici.
È circondato da mura di cinta sormontate da un marciaronda, sui cui angoli sono poste delle garitte di vedetta. Le mura sono munite di due porte d'accesso: una funge da ingresso principale ed è raggiungibile attraverso un ponte in muratura ottocentesco, mentre l'altra, sul lato opposto, si affaccia direttamente sul mare, nel canale del Mandracchio. Immediatamente all'interno delle mura corrono cinque ampie strade perimetrali contigue, su cui si affacciano i cinque prospetti dell'edificio, che formano un pentagono regolare. Su di esso, in corrispondenza delle porte di accesso all'isola, si aprono due rampe voltate a botte che salgono alla vasta piazza centrale, anch'essa pentagonale. Al centro della piazza sorge il Tempietto di San Rocco, centro geometrico di tutte le strutture pentagonali sin qui descritte.
La simmetria centrale non è però assoluta: sul vertice del pentagono diretto verso il mare aperto è innestato un rivellino che genera una simmetria bilaterale, alla quale si attengono i due accessi all'isola, le due scale del tempietto e le due rampe che dalle porte conducono alla piazza centrale, detta anche "corte". Essa è sopraelevata rispetto alle strade perimetrali, in modo da poter accogliere nel suo sottosuolo un sistema di cisterne, anch'esse improntate alla forma pentagonale, che raccoglievano l'acqua piovana dei tetti e della corte centrale. L'acqua si attingeva attraverso tre pozzi, situati all'interno e attorno al piccolo tempio neoclassico dedicato a San Rocco (protettore dalla peste e dalle epidemie), presente al centro della corte. Il tempietto è aperto sui cinque lati, per consentire alle persone in isolamento nelle stanze che si affacciano sulla corte di assistere alla messa senza entrare in contatto gli uni con gli altri e con l'officiante.
Originariamente il Lazzaretto non aveva ponti di collegamento alla terraferma e si raggiungeva solamente attraverso imbarcazioni. Ciò garantiva un completo isolamento delle persone che, giunte dal mare, vi scontavano la quarantena sanitaria; in questo modo si poteva prevenire la diffusione in città di epidemie.
Il luogo poteva ospitare fino a 2.000 persone, oltre ad una grande quantità di merci. Nella piazza centrale si aprono gli accessi ai locali destinati alla quarantena delle persone, mentre gli ambienti aventi ingresso dalla parte esterna erano usati come deposito delle merci.
Fin dalla sua origine l'opera fu progettata come una struttura polifunzionale: luogo di quarantena per persone e merci, fortificazione (nel rivellino e nelle mura di cinta), isola frangiflutti.
La costruzione del Lazzaretto è commemorata da una medaglia papale del 1734, in cui è riprodotto, sul retro, il monumento visto dall'alto e sullo sfondo il colle Astagno e la Cittadella; l'iscrizione è: "publicae incolumitatis praesidio - doricae urbis laemocomium 1734". Sul dritto è presente invece l'effigie di papa Clemente XII

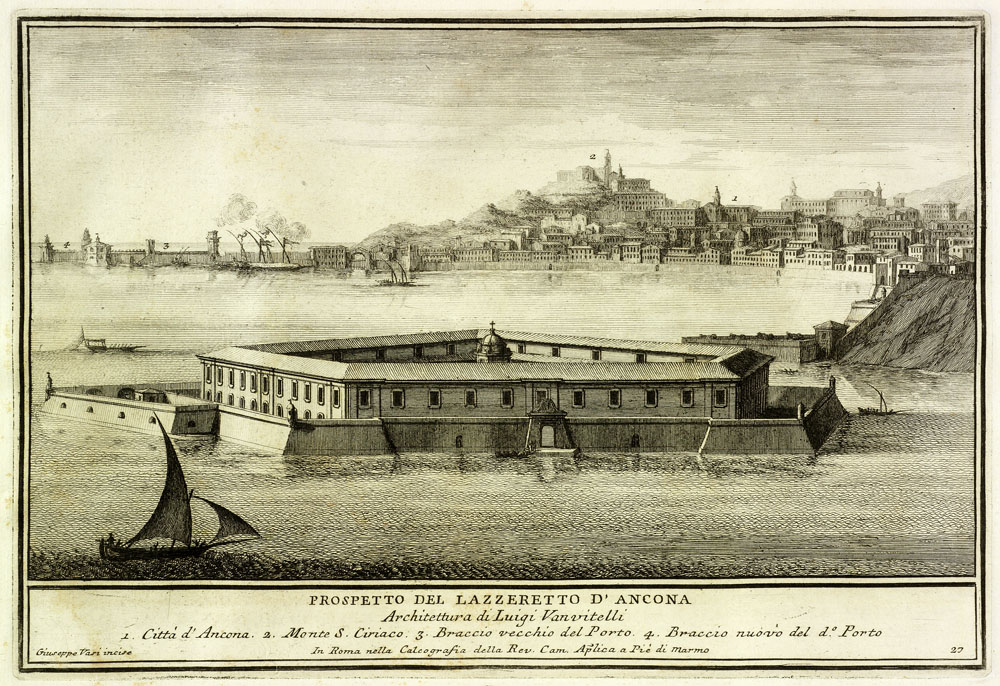
Prospetto del Lazzeretto d'Ancona - incisione di Giuseppe Vasi tratta da un disegno di Luigi Vanvitelli - 1739. A sinistra il rivellino e al centro la "Porta ad acqua", uno dei due ingressi all'isola.
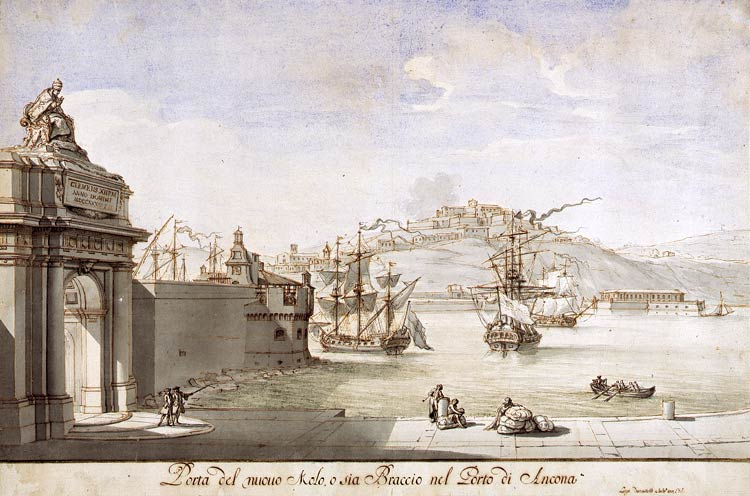
Porta del Molo Nuovo o sia Braccio del porto di Ancona, disegno acquerellato di Luigi Vanvitelli, rappresentante in primo piano l'Arco Clementino e il Molo Nuovo e in lontananza il Lazzaretto. Al di sopra di questo, sul Colle Astagno, la Cittadella, opera cinquecentesca di Antonio da Sangallo il Giovane che presenta tante corrispondenze con il Lazzaretto.
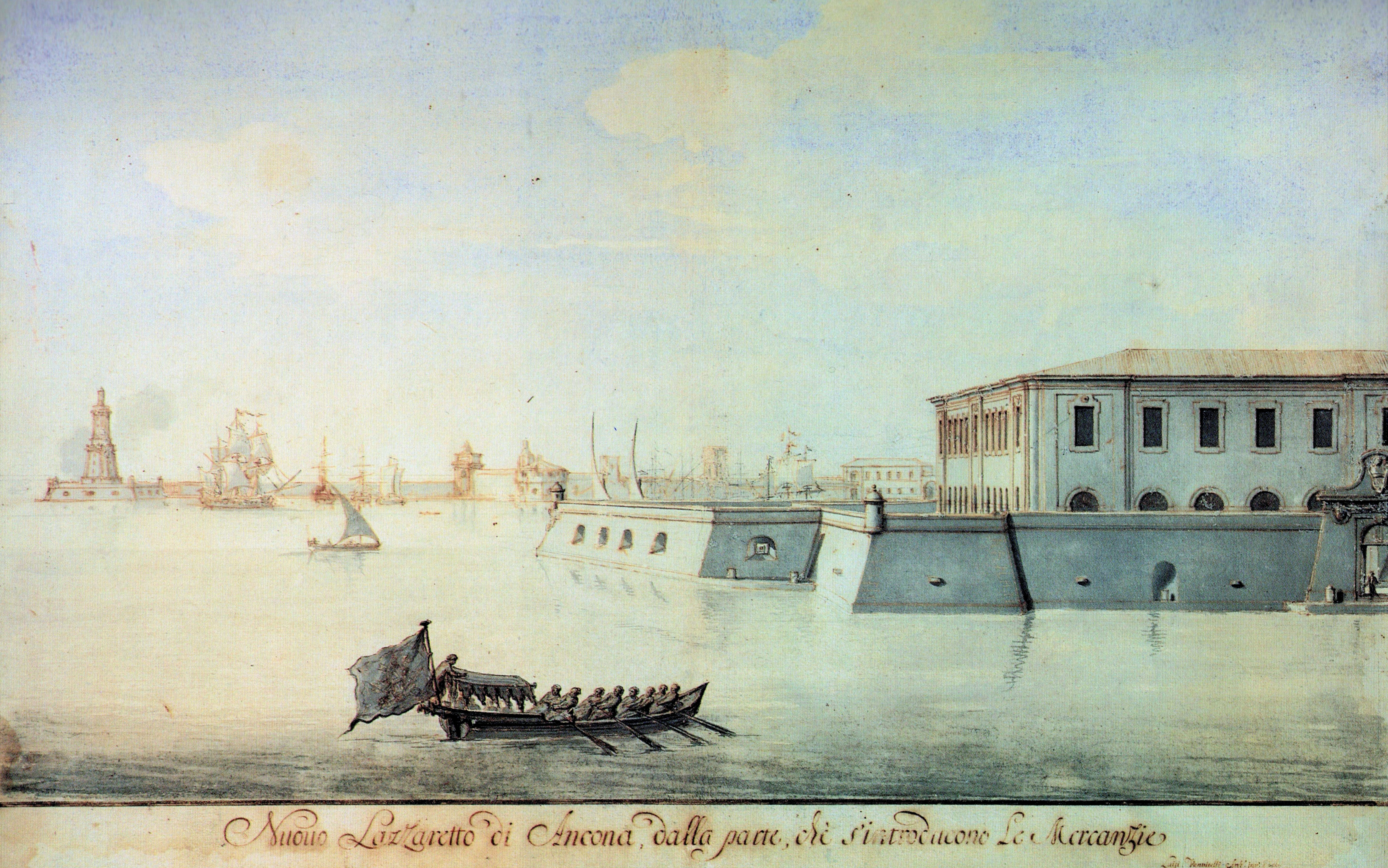
Nuovo Lazzaretto di Ancona dalla parte che si introducono le mercanzie, disegno acquerellato di Luigi Vanvitelli, rappresentante il Lazzaretto visto da sud. Ben evidente è il rivellino nell'aspetto originario e le sue cannoniere. In lontananza si vede il Molo Nuovo, l'Arco Clementino e la Lanterna. Con quest'opera, insieme alla precedente, Vanvitelli presenta le opere da lui progettate per il porto di Ancona.
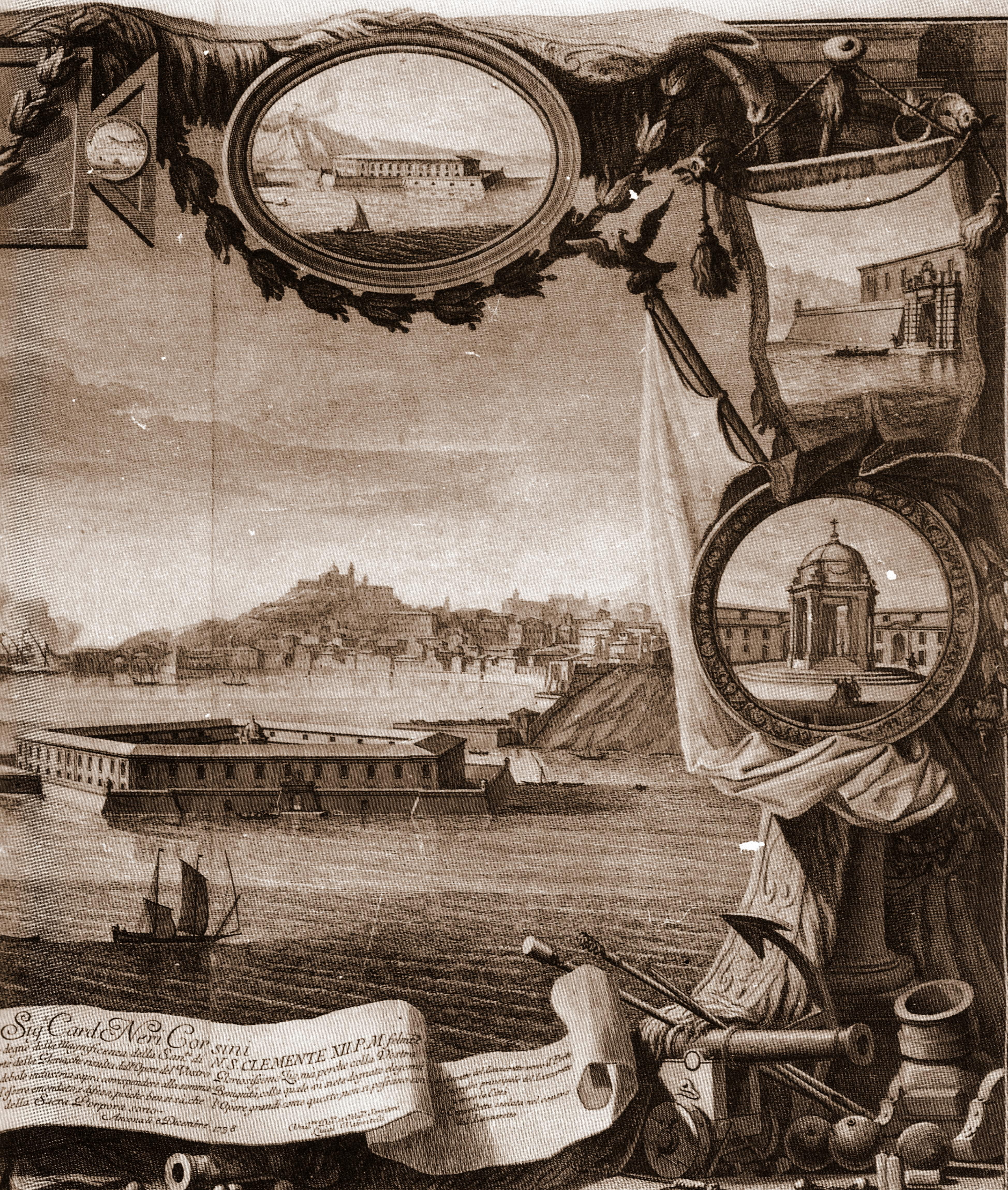
Prospettiva del Porto di Ancona colle fabbriche del Lazzaretto e Braccio Nuovo, incisione di Giuseppe Vasi su disegno di Luigi Vanvitelli - nei riquadri, dall'alto in basso, sono rappresentati: il Lazzaretto visto dal mare, dalla parte del rivellino; la porta rivolta verso la città, ancora nell'aspetto originario, ossia senza il ponte; il Tempio di San Rocco.

### Gli edifici

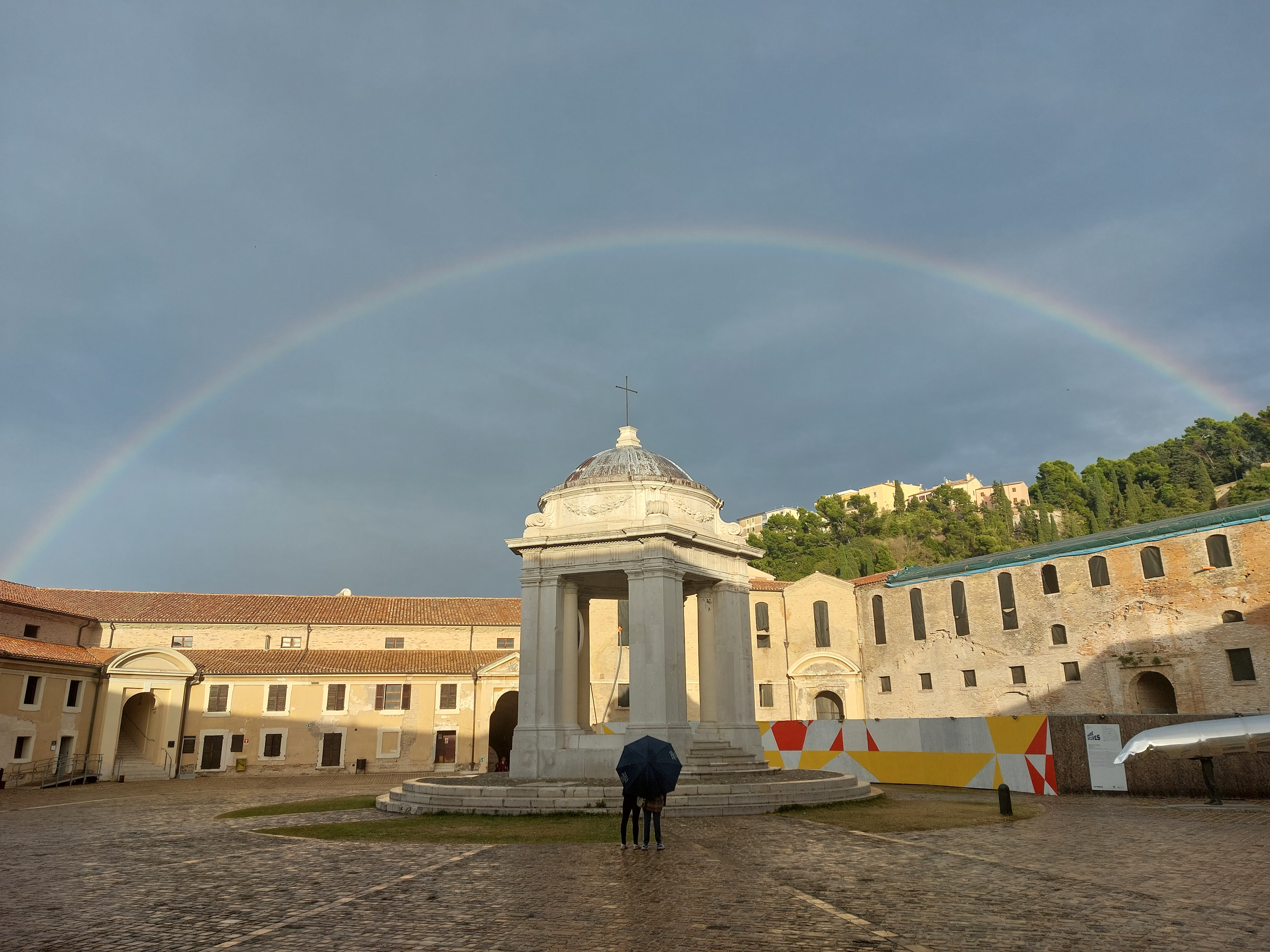
Sulla corte si affacciano il corpo di fabbrica interno e le finestre più alte di quello esterno. Sulla destra si nota la sopraelevazione novecentesca del corpo di fabbrica interno.

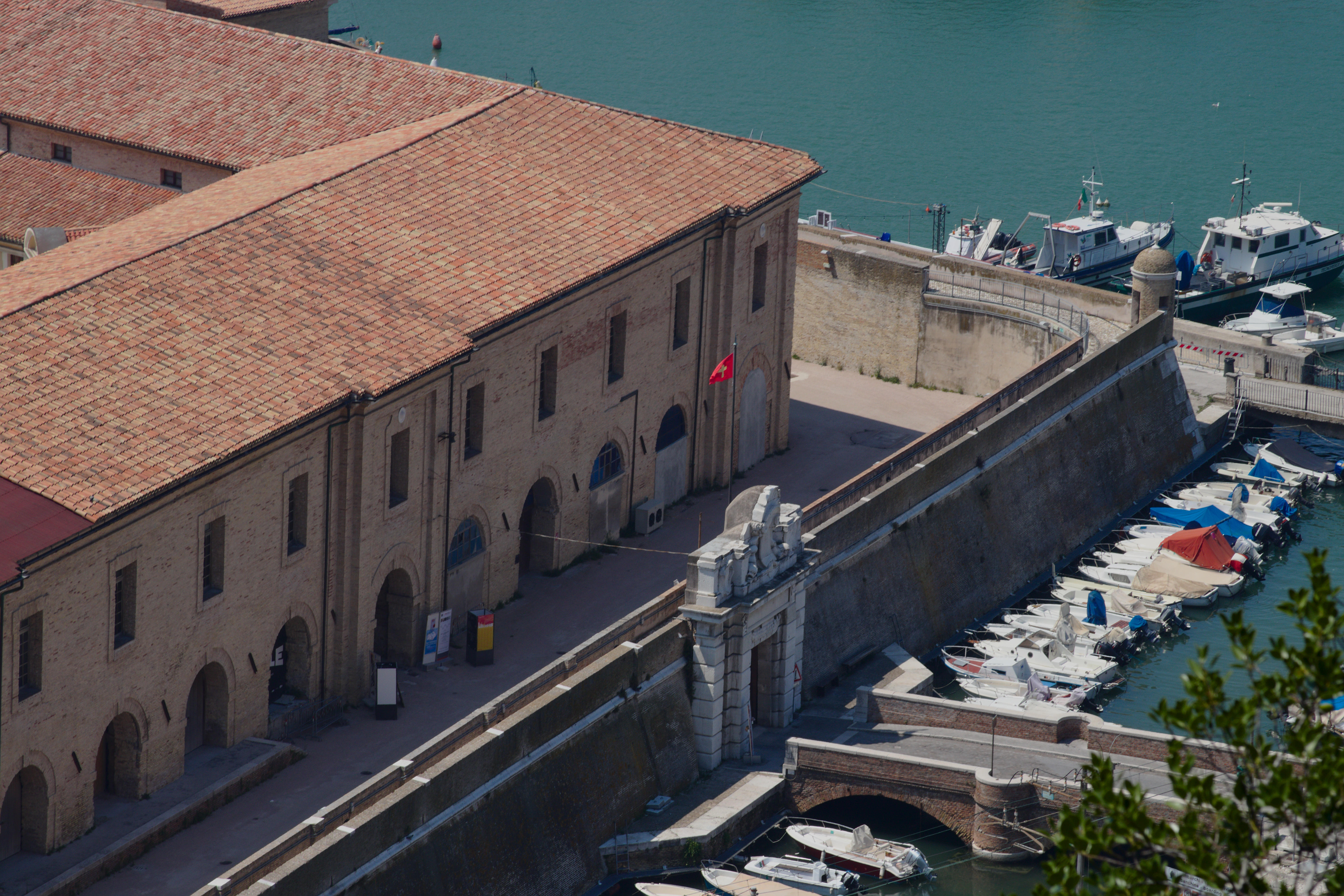
Sulle strade perimetrali si affaccia il corpo di fabbrica esterno.

L'edificio principale è costituito da due corpi di fabbrica pentagonali entrambi originari del Vanvitelli; i due corpi di fabbrica sono adiacenti, uno interno all'altro, condividendo un muro perimetrale. L'edificio che occupa il rivellino è invece opera dei primi decenni del Novecento. 
- Corpo di fabbrica esterno

Era originariamente destinato a magazzino delle merci. Si affaccia sulle cinque strade perimetrali ed è costituito da due piani. Il pianterreno ha volte a crociera poggianti sulle murature perimetrali e su pilastri centrali, in muratura; sul muro esterno si aprono ad intervalli regolari gli archi dei numerosi ingressi. Il primo piano, a cui si accede dalla corte centrale, è coperto da mezze capriate lignee che poggiano sulle murature perimetrali e su pilastri centrali, situati in corrispondenza di quelli sottostanti; in corrispondenza dei cinque angoli del pentagono le semicapriate di un lato formano un complesso sistema di raccordo con quelle dell'altro lato.
- Corpo di fabbrica interno

Esso era destinato ad ospitare le persone che passavano la quarantena. Si affaccia sulla corte centrale ed è più basso dell'altro corpo di fabbrica, di modo che quello esterno si possa anch'esso affacciare, con le finestre del piano più alto, sulla corte. Il corpo di fabbrica interno comprende tre piani: uno interrato voltato a botte, il piano terra con soffitto piano in legno e il primo piano coperto da mezze capriate, anch'esse lignee. Due interi lati e metà di un altro sono stati sopraelevati negli anni venti del Novecento, sino al livello del corpo di fabbrica esterno.
- Edificio del rivellino

Esso non è originario: fu realizzato negli anni venti del Novecento; si appoggia alle mura del rivellino vanvitelliano, sul quale si aprono quattro cannoniere per lato. È stato realizzato in muratura, con forme che ben si armonizzano agli edifici originari e con coperture lignee a capriate; per questo motivo nel corso del recente restauro del Lazzaretto si è scelto di non demolirlo; le cannoniere sono raggiungibili dall'interno dell'edificio. Un marciaronda, collegato a quello che corre sulle mura di cinta, passa all'esterno del rivellino e su esso si aprono gli accessi al piano superiore dell'edificio.

### Portali d'ingresso

#### Portale principale

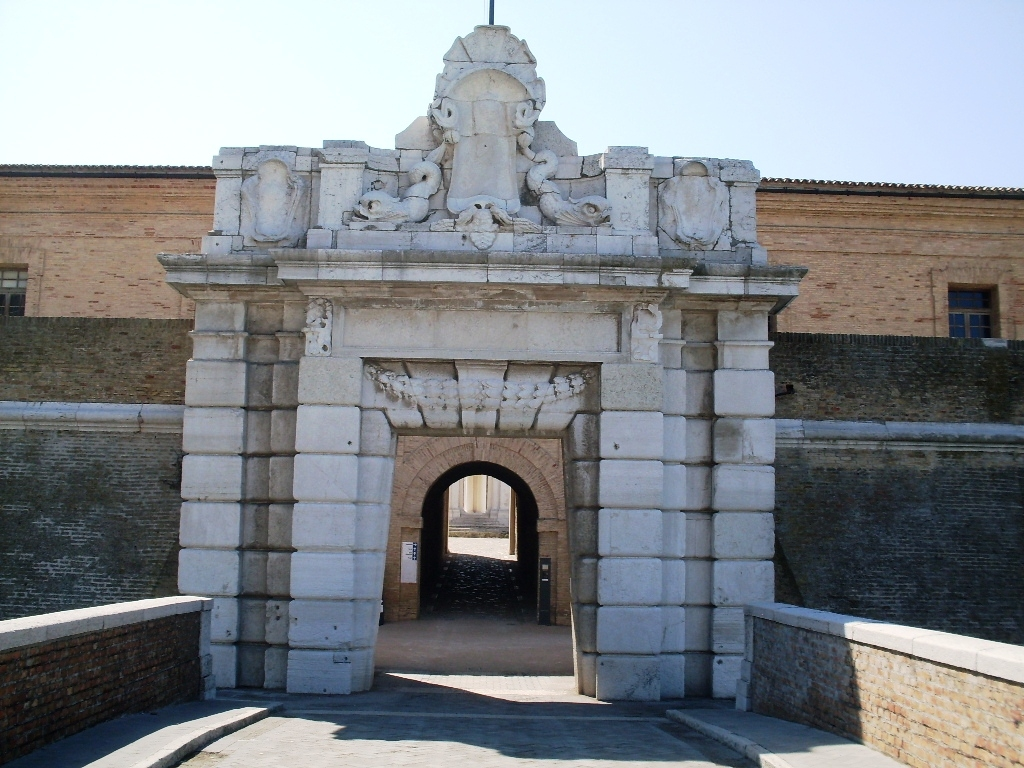
Il portale principale del Lazzaretto

Il portale principale è completamente realizzato in pietra d'Istria ed è situato sul lato che si affaccia verso Porta Pia. Originariamente, esso si affacciava direttamente sul mare. Quando, nel XIX secolo, di fronte ad esso fu realizzato il ponte che collega il Lazzaretto alla terraferma, parte del basamento venne interrato per sopperire alla differenza d'altezza tra la banchina e il Lazzaretto, più basso. Oggi, infatti, i conci dei due stipiti in bugnato sono sei per lato, mentre originariamente erano sette; similmente, le lesene che inquadrano il portale erano otto, mentre ora sono sette. La costruzione del ponte rese quindi il portale meno slanciato di quanto non fosse all'origine.
L'ordine architettonico impiegato è la variante del tuscanico secondo il Vignola. Il disegno di questo portale, inquadrato entro due lesene affiancate da mezze lesene e lesene angolari, è fortemente caratterizzato dall'uso del bugnato. Pure in bugnato è la piattabanda, che si sostituisce - per conferire al portale un aspetto ancor più massiccio, oltre che meno celebrativo, alla più canonica forma dell'arco.
Particolare è anche la forma trapezoidale dell'apertura, ricollegabile ad esempi vitruviani di architettura etrusca; dal punto di vista statico è più solida di quella di una normale porta rettangolare. Sormonta la soglia al di sotto della cornice una targa la cui iscrizione è stata scalpellata in età napoleonica; la targa si sovrappone ad un festone che corre fin sopra la piattabanda, al pari di quanto si può vedere nell'attico dell'Arco Clementino, sempre del Vanvitelli. Per via della sua forma concava e dello stemma papale di Pio VI posto al centro, l'attico posto sull'ingresso del Lazzaretto ricorda invece soluzioni simili ai colonnati dorici di piazza San Pietro a Roma. Lo stemma papale, anch'esso scalpellato durante l'epoca napoleonica, è affiancato da due delfini, che simboleggiano la fedeltà, la protezione disinteressata, il principe clemente e vigilante e la salvezza degli uomini.
Il testo dell'iscrizione e l'aspetto dello stemma erano i seguenti.
«clemens xii pont. max. ad pestilentiae suspicionem dimovendam
lemocomium mercibus, ac navigantibus expiciendis extruxit
carolo maria sacripante aerario pontificio et orae maritimae praef. curante
a.d. mdccxxxiv»
La traduzione dell'iscrizione è: «Clemente XII, pontefice massimo, per allontanare la minaccia della peste, costruì il Lazzaretto per accogliere merci e naviganti, sotto la cura di Carlo Maria Sacripante, tesoriere pontificio e prefetto per le opere marittime, nell'anno 1734».

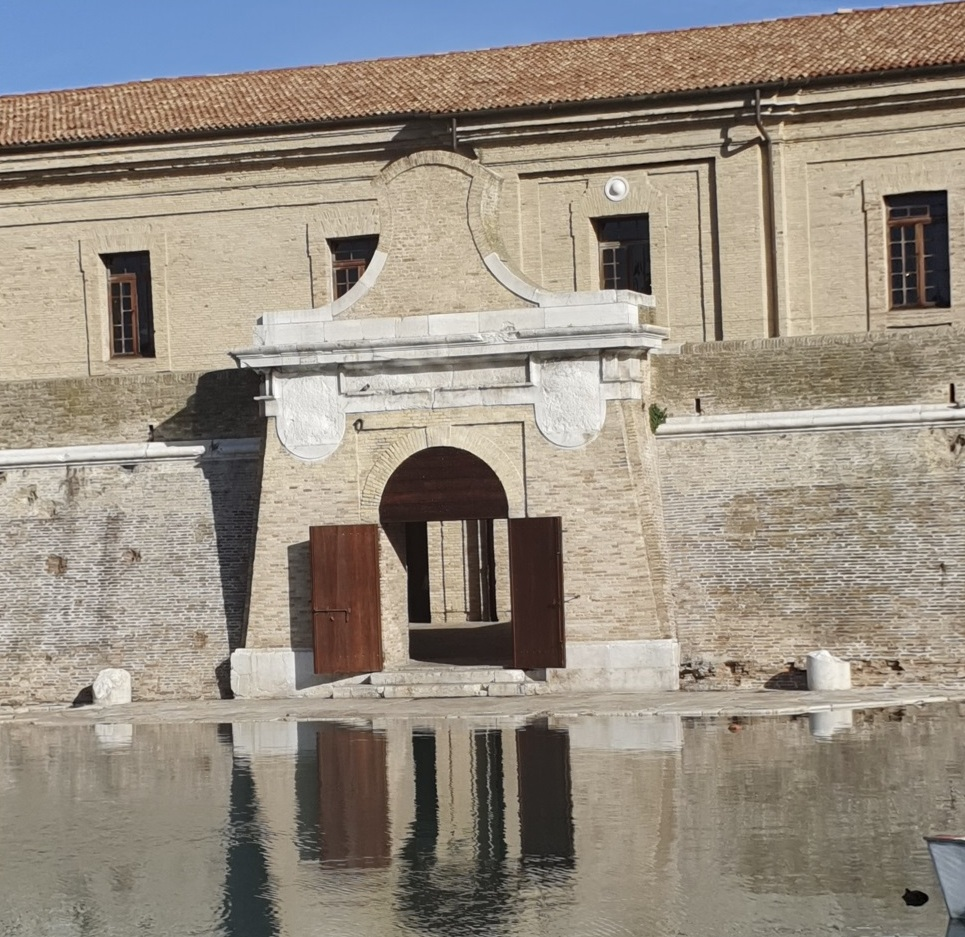
Porta ad acqua

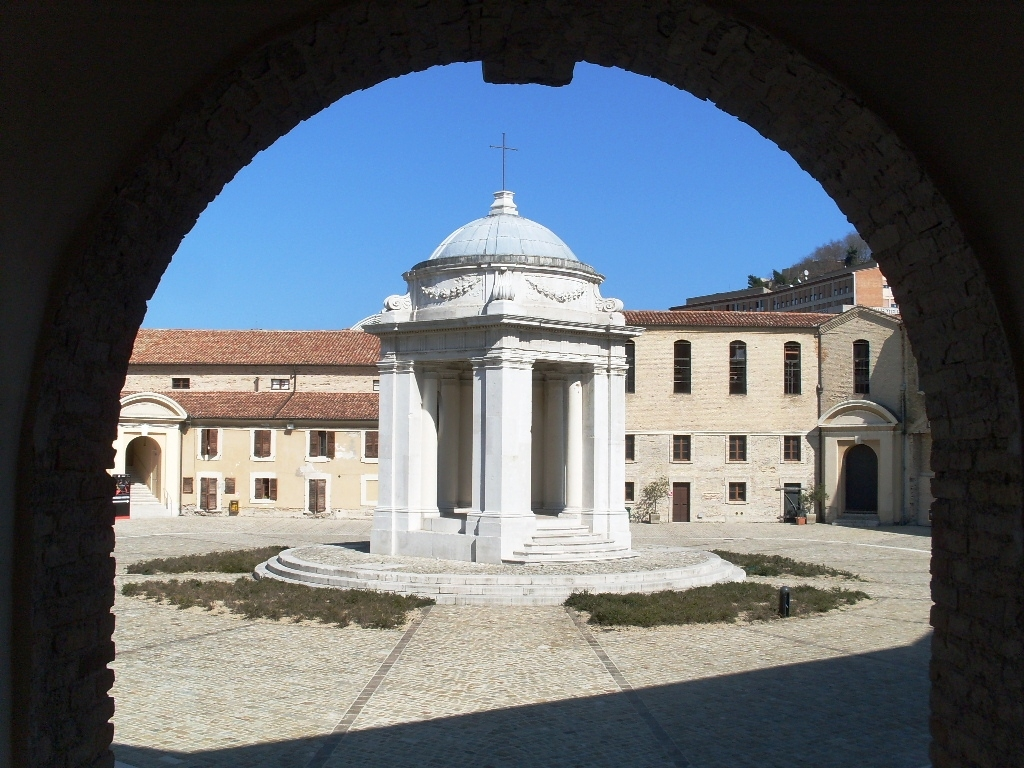
Il tempietto di San Rocco

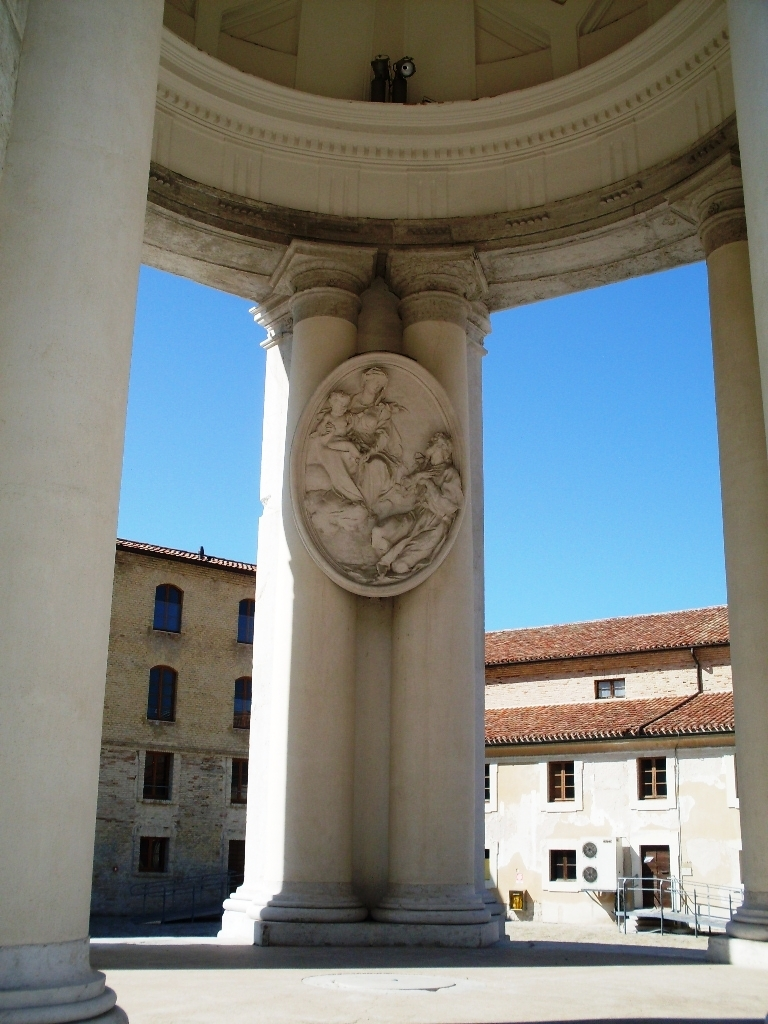
Interno del tempio di San Rocco, con l'ovale di Carlo Monaldi.

#### Porta ad acqua
Un secondo portale, di forme più semplici e in muratura, si affaccia ancor oggi sul mare, sul lato del Mandracchio, ed è perciò detto "Porta ad acqua". La porta è rimasta chiusa per decenni e si apre su una breve banchina che per molti anni ha ospitato le nasse dei pescatori di vongole; in occasione del 250º anniversario dalla morte del Vanvitelli, quest’ingresso è stato riaperto il 7 maggio del 2023 e la sua banchina è ora di libero accesso da parte dei visitatori. Il portone ligneo è stato restaurato da un esperto ebanista.
Come nella porta principale, in epoca napoleonica furono scalpellati i segni del governo pontificio, in questo caso gli stemmi a destra e a sinistra dell'accesso e l'iscrizione.

### Tempietto di San Rocco
Il Tempietto, situato al centro della corte, è una piccolo edificio sacro di forma pentagonale di ordine dorico, costruito in pietra d'Istria. L'architetto Luigi Vanvitelli lo disegnò in forme di transizione tra il Barocco e il Neoclassicismo. È interessante notare che nel tempietto Vanvitelli coniuga le strutture pentagonali con quelle circolari: sia il tamburo della cupola, sia il basamento sono infatti a pianta circolare, mentre i cinque pilastri che sorreggono l'edificio formano un pentagono.
Dato che, come già ricordato, la corte è sopraelevata rispetto alle strade perimetrali, il tempietto, trovandosi al suo centro è anch'esso in posizione elevata; ciò ripropone la collocazione in luoghi elevati dei tempi classici e nello stesso tempo mette in risalto questa costruzione sacra e la sua funzione di nucleo attorno cui tutto il monumento ruota. Infatti, durante la costruzione dell'isola artificiale su cui sorge il monumento, a un anno dalla posa della prima pietra, il pentagono del tempietto era già fondato mentre le fondazioni di tutte le altre strutture dovevano ancora essere completate. Si può dire quindi che, durante la costruzione del Lazzaretto, il tempietto servì come centro in cui puntare il compasso ideale e tracciare il perimetro pentagonale del monumento.
Similmente all'Arco Clementino, costruito negli stessi anni, sempre da Vanvitelli, all'estremo opposto del porto, la trabeazione, oltre a essere intervallata da triglifi e metope, esibisce come in quella ionica una serie ordinata di dentelli. La configurazione esterna è guidata da saldi pilastri angolari a cui si addossano delle lesene; l'architrave a due fasce segue l'impaginato sottostante, a chiusura di cinque aperture rettangolari comprese entro i pilastri. La configurazione interna è invece più semplice ed ingentilita da cinque coppie di colonne.
Un ovale in pietra d'Istria, addossato alla coppia di colonne in direzione del rivellino, rappresenta la Vergine Maria con il Bambino e San Rocco; è opera di Carlo Monaldi e indica il luogo in cui originariamente sorgeva l'altare.
La cupola è cassettonata ad esagoni e le colonne, attraverso dei costoloni appena accennati, convergono idealmente nella figura di un pentagramma, o pentalfa, figure che rimandano a significati numerologici. La calotta esterna della cupola si appoggia su di un tamburo, il quale si raccorda dolcemente alla trabeazione dorica sottostante attraverso delle elaborate volute ornate con foglie d'acanto. Tra una voluta e l'altra, delle grandi specchiature ospitano dei festoni decorati con alloro. Conclude il tutto un piccolo piedistallo dal quale si eleva una semplice croce.
Al centro del pavimento è posto il coperchio della grande cisterna di acqua potabile, ottenuta filtrando l'acqua piovana dei tetti.
I lati del Tempietto sono aperti, affinché le persone in quarantena potessero assistere alla messa dalle proprie stanze, al fine di evitare possibili contagi, seguendo dunque dettami molto moderni all'epoca, di stampo illuministico. La pianta del Tempietto, inoltre, attraverso la sua conformazione a pentagono, rappresenta la geniale sintesi della ricerca cinquecentesca e seicentesca sull'edificio di culto a pianta centrale: non è più una planimetria che gioca sul tema del quadrato e del cerchio, ma la protagonista assoluta, capace di muoversi in più che quattro direzioni, conquistando l'ambiente che circonda l'edificio.

## La storia del monumento

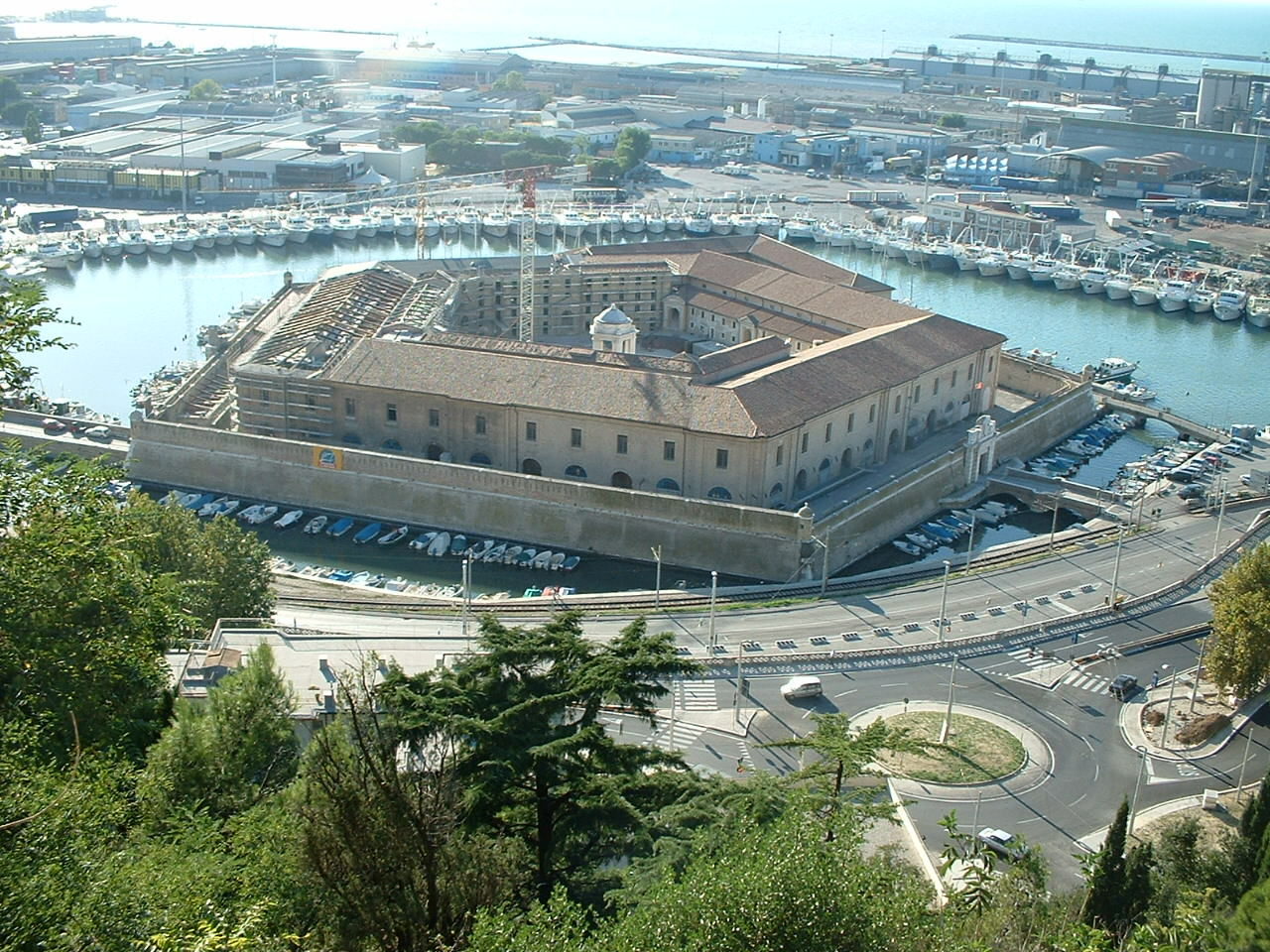
Il Lazzaretto durante il restauro dell'ala sud

### Antefatti
Come tutte le città portuali, Ancona è sempre stata soggetta al problema delle malattie contagiose portate da navi provenienti da paesi in cui erano in corso epidemie. Per questo motivo ripetutamente la peste arrivò in città. Nel 1348 la peste nera uccise i nove decimi della popolazione e fu all'origine della costruzione della chiesa della Misericordia, eretta come ex voto; altre epidemie ci furono nel 1399-1400, nel 1456 e nel 1498-1499. Durante quest'ultimo evento, il governo della Repubblica di Ancona decise la costruzione del primo lazzaretto di cui ci è rimasta testimonianza scritta, di ubicazione ignota.
Nel 1570 l'architetto Francesco Paciotto progettò due nuovi lazzaretti in zone vicine al porto, ma lontane dalle abitazioni, per impedire i contagi. Il primo era sulla riva del mare, sotto il Colle Guasco, nell'attuale area del Cantieri Navali, e il secondo nelle rupi del Colle Astagno, sopra all'attuale Porta Pia. La mancanza di edifici intorno ai due lazzaretti, però, non era casuale, ma era dovuta a problemi di stabilità: nel primo caso, la zona era soggetta all'azione delle tempeste marine, nel secondo caso all'instabilità del versante. Infatti, nel 1635 una frana rese necessario ricostruire il lazzaretto delle rupi dell'Astagno e anche l'altro, danneggiato dall'erosione marina, fu soggetto a ricostruzione, alla fine del Cinquecento. In uno di questi due lazzaretti fu costretto a passare la quarantena nell'ottobre del 1743 Giacomo Casanova (nei suoi scritti, egli dice genericamente "nel vecchio lazzaretto").
Quando Vanvitelli giunse in città, dunque, erano ancora presenti queste due strutture, ma la loro precarietà era evidente e ormai considerata inaccettabile.

### Origine

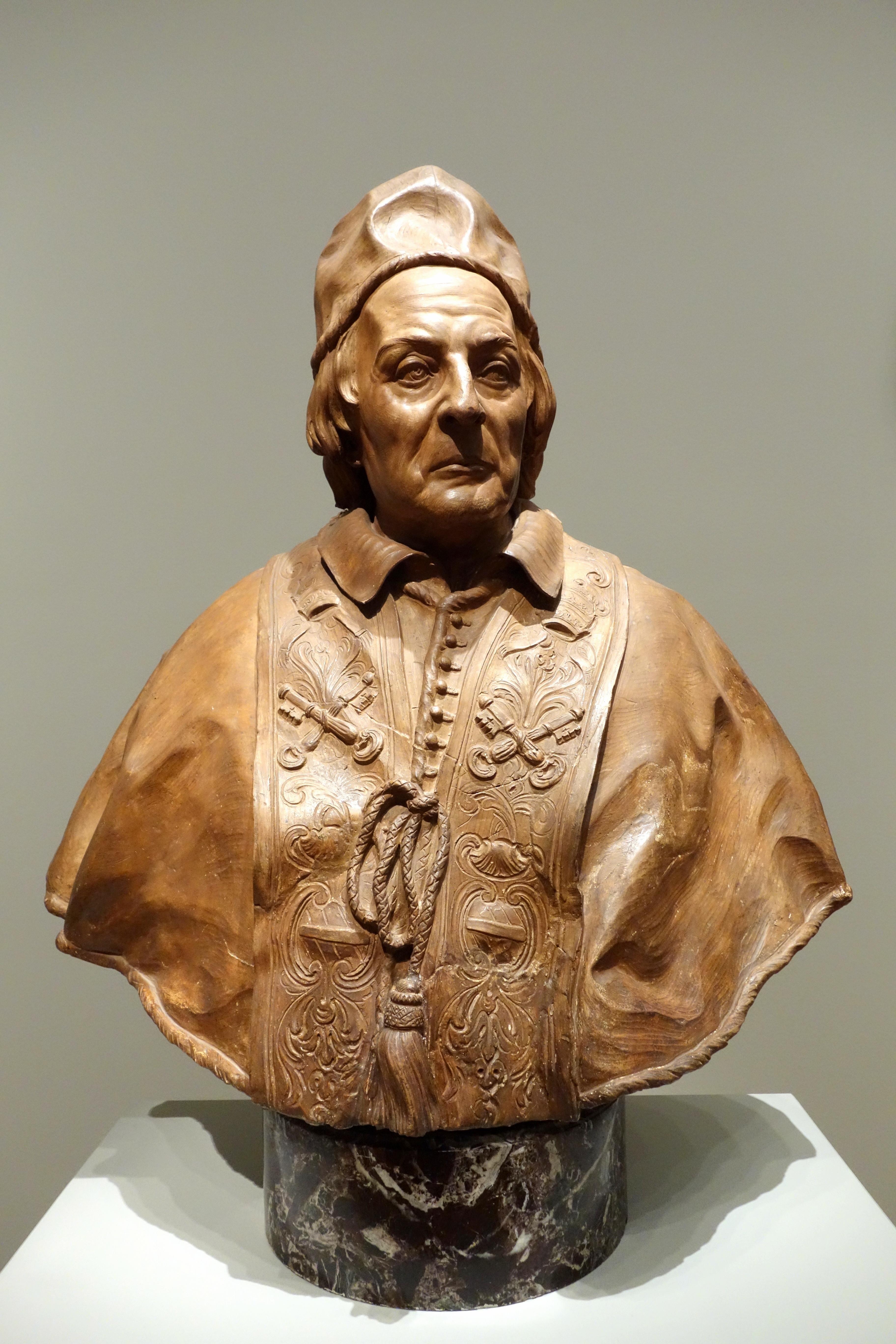
Ritratto di Clemente XII, di Edmé Bouchardon (post 1730).

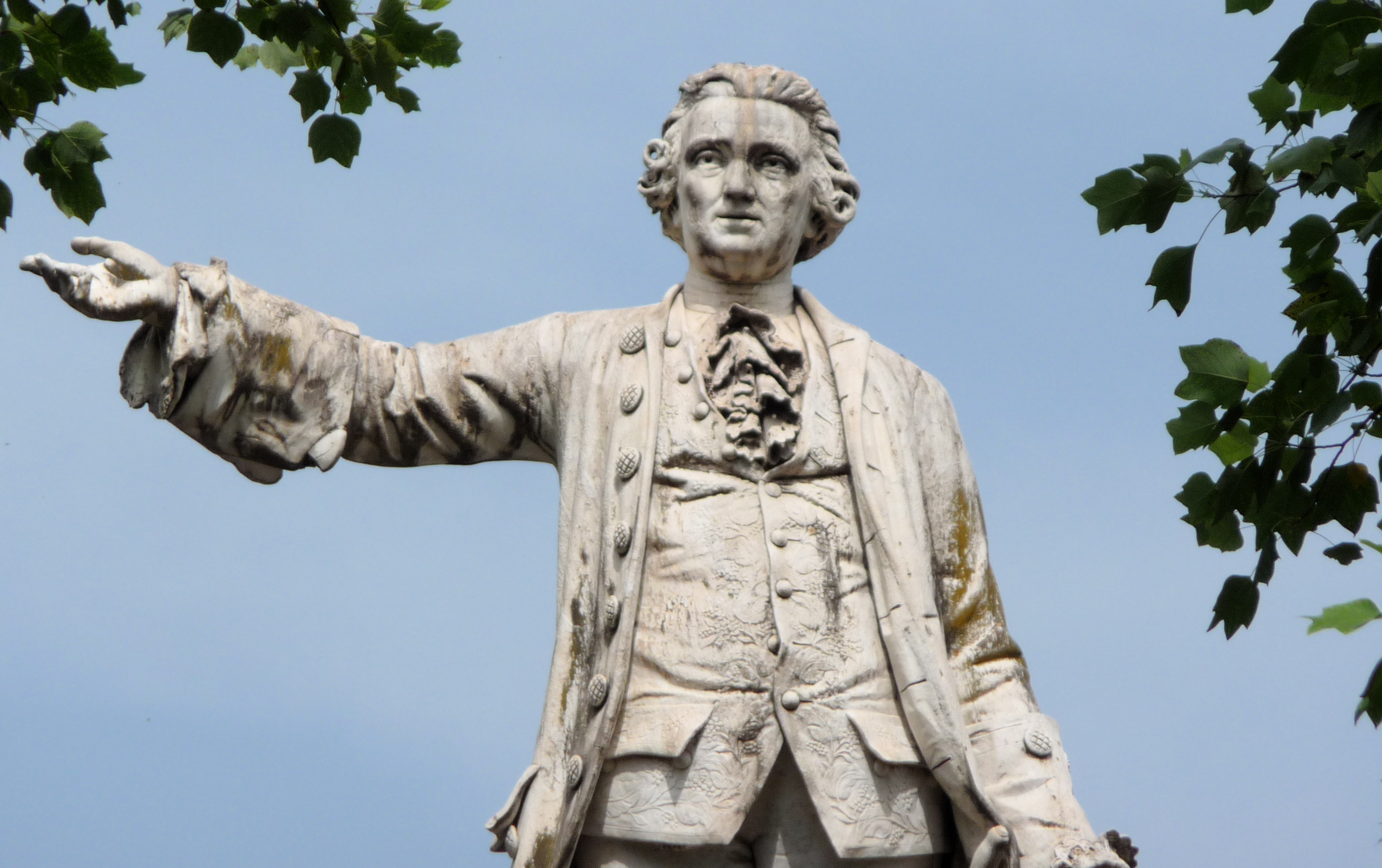
Statua di Luigi Vanvitelli a Caserta, di Onofrio Buccini (1879).

Papa Clemente XII, nel quadro della sua politica illuminata, volta a favorire il benessere dei suoi sudditi tramite la promozione dell'economia, decise di dare nuova vita al porto di Ancona, che era allora in un periodo di profonda crisi, dovuta alla trascuratezza dei precedenti pontefici. Per raggiungere tale scopo, nel 1732 concesse alla città lo status di porto franco e affidò all'architetto Luigi Vanvitelli il compito di riprogettare lo scalo dorico.
Prima di dedicarsi alle opere anconitane, in linea con lo spirito illuminista dell'epoca, il Vanvitelli volle acquisire la maggior quantità di informazioni utili ad una progettazione razionale e oculata. A tal fine compì allora un viaggio per vedere i lazzaretti e i porti di altre città, in modo da acquisire le conoscenze necessarie. Tornato dal viaggio, il Vanvitelli si dedicò inoltre all'osservazione delle correnti marine e del moto ondoso che interessano il porto di Ancona; inoltre parlò con tutti i comandanti di bastimenti che facevano scalo nel porto dorico per sentire le loro opinioni e proposte in merito alla costruzione di moli e altre opere di protezione dal moto ondoso.
Forte delle informazioni raccolte, iniziò la progettazione e ridisegnò completamente il porto, rispettandone la forma naturale ed anzi traendo ispirazione da essa. Progettò così varie opere, che resero il porto di Ancona adeguato alle esigenze moderne. Per ampliare lo scalo e dotarlo di fondali più profondi, nella zona settentrionale prolungò il molo costruito dall'imperatore Traiano (ora parte del molo Nord) e su di esso, come ingresso tra l'area portuale e la città, ideò la Porta Clementina. Nella zona meridionale del porto, Vanvitelli realizzò una grande isola artificiale pentagonale sulla quale costruì il nuovo lazzaretto di Ancona, pensato come una struttura polifunzionale, in quanto era anche fortificazione a difesa del porto ed aveva funzione di proteggerlo dall'azione delle onde. Al centro dell'arco portuale, infine, sul pendio di un colle, Vanvitelli progettò inoltre la Chiesa del Gesù, che con il suo pronao curvilineo segue la curvatura del porto e riassume la visione paesaggistica che fu alla base della sua progettazione.
A tal proposito è stato notato che nelle opere anconitane di Luigi Vanvitelli è evidente un'interpretazione paesaggistica della conformazione della città, che viene assimilata a quella di un teatro classico, in cui l'orchestra è il porto, la cavea è rappresentata dai rioni storici sulle colline e la scena è il golfo di Ancona; le opere progettate ex-novo, ossia il Molo Nuovo e il Lazzaretto, completano questa visione, costituendo le quinte del teatro. 
I lavori iniziarono il 27 luglio 1733 e l'anno seguente il pontefice fece realizzare una derivazione della Via Flaminia per collegare il rinnovato porto di Ancona con Roma; la nuova via prese il nome di Strada Clementina. Questo era l'ultimo tassello mancante: grazie alla nuova strada, alla concessione del porto franco e alle opere realizzate dal Vanvitelli, le attività del porto tornarono floride e Ancona visse un momento di rinnovato splendore economico e sociale.

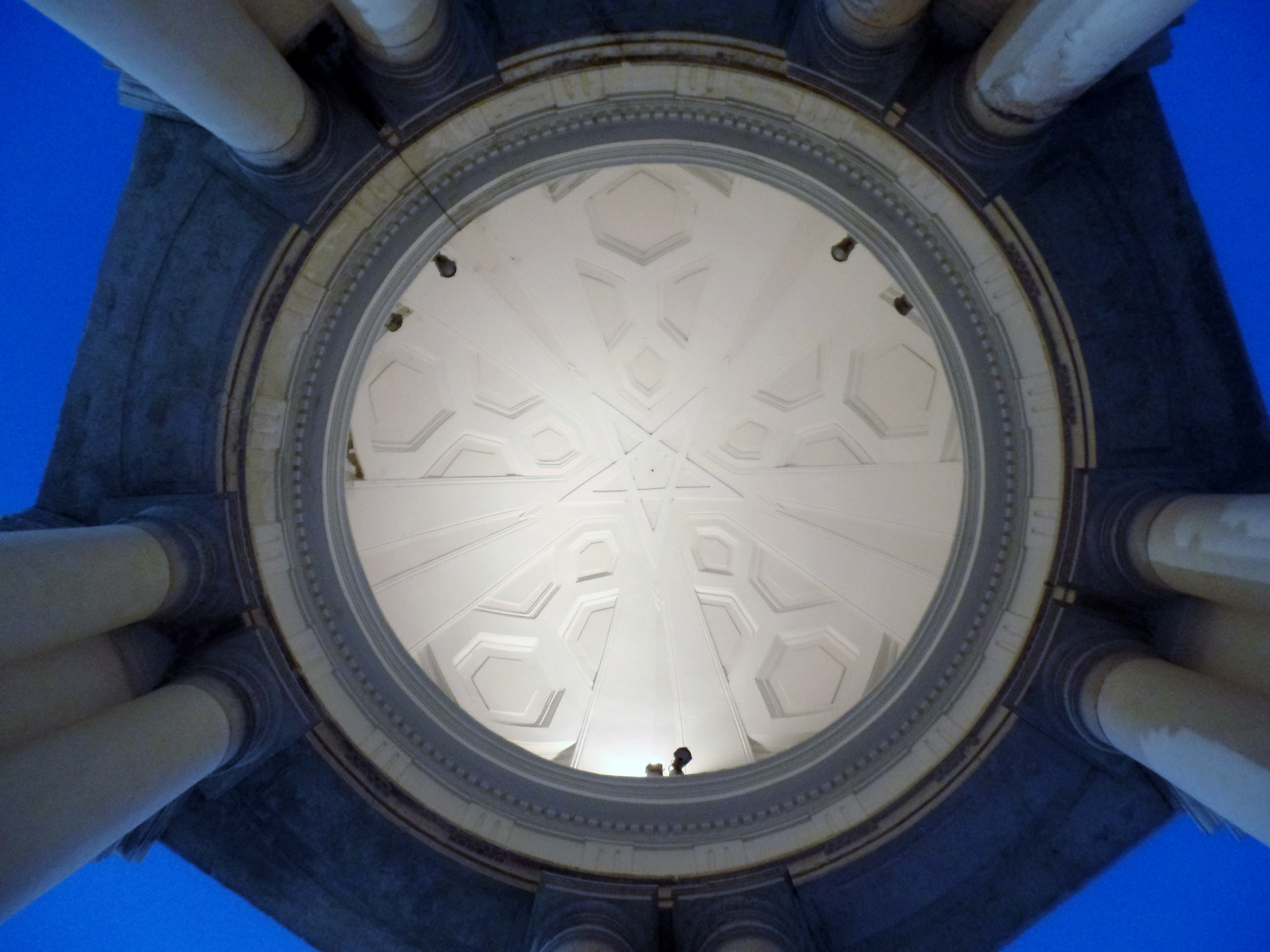
La volta del tempietto al tramonto. Si nota al centro il pentalfa o pentagramma, ossia la stella a cinque punte, disegnata prolungando i lati di un pentagono regolare.

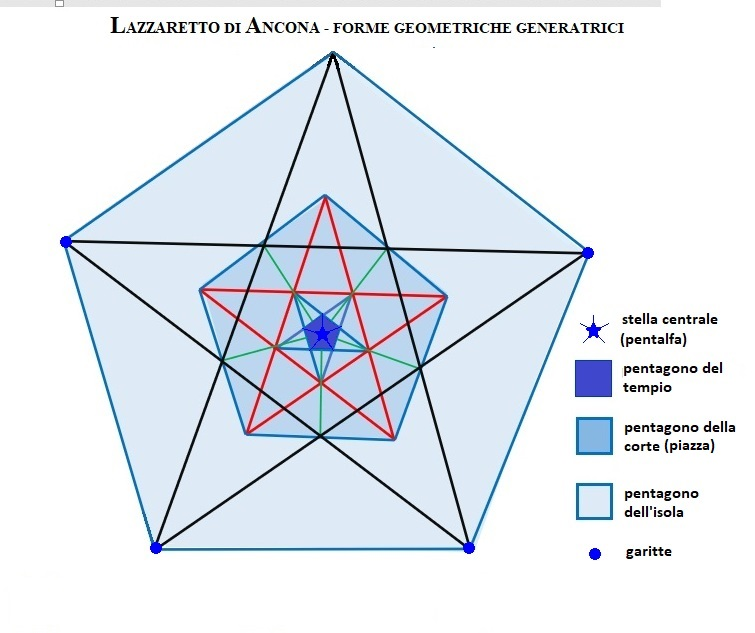
Tutte le geometrie e le proporzioni del Lazzaretto sono generate dal simbolo del pentalfa riprodotto al centro della volta della cupola del tempio di San Rocco.
In particolare, derivano geometricamente dalla stella centrale:

- il pentagono del Tempio di san Rocco;
- il pentagono della cisterna d'acqua posta sotto la corte;
- il pentagono della stessa corte;
- l'isola artificale pentagonale su cui sorge il Lazzaretto.

#### Valori simbolici e relazione con la Cittadella
Il fascino del Lazzaretto di Ancona è dovuto anche alla sua forma geometrica, ricca di significati simbolici. Fin dagli anni settanta del Novecento, con la riscoperta del valore artistico del monumento, si mise in luce il valore simbolico della figura pentagonale: in numerologia, il numero cinque, ricordando la mano, indica il potere dell'uomo di modificare la realtà circostante. In questo, il Lazzaretto segue la tradizione rinascimentale delle città ideali con pianta a stella pentagonale e delle fortezze aventi la stessa forma.
Ulteriori studi hanno permesso di approfondire la questione rivelando che le forme e le proporzioni del Lazzaretto sono generate dal simbolo pitagorico del pentalfa (o pentagramma), che con le sue cinque punte racchiude in sé la somma dei quattro elementi di Empedocle e del quinto elemento, la quintessenza, di natura spirituale, introdotto dallo stesso Pitagora. Il pentalfa è raffigurato infatti al centro della cupola del tempio di san Rocco, a sua volta centro geometrico di tutto il Lazzaretto. Collegando le punte dei raggi di un pentalfa si ottiene un pentagono; prolungando i lati di questo pentagono si ottiene a sua volta un altro pentalfa più grande, e così via; compiendo queste operazioni a partire dal pentalfa raffigurato al centro della cupola, si possono individuare sia il pentagono del tempio, sia quello della cisterna d'acqua posta sotto la corte, sia il pentagono della stessa corte, sia, infine, l'isola artificale pentagonale su cui sorge il monumento. Le proporzioni e le forme del Lazzaretto di Ancona sono dunque determinate e collegate tra loro da una relazione geometrica simbolica.
Dal punto di vista simbolico, inoltre, il Lazzaretto si pone in relazione con la sovrastante Cittadella, con pianta stellare a cinque punte, e dunque anch'essa avente una forma basata sul numero cinque, anche se geometricamente irregolare per adattarsi all'orografia della collina su cui sorge la fortezza. Questo legame tra i due monumenti, costruiti a due secoli esatti di distanza l'uno dall'altro, è rafforzato dalla scelta vanvitelliana di allineare il rivellino del Lazzaretto con il Bastione della Campana della Cittadella; entrambe le opere avevano la funzione di difendere il porto.
Se la Cittadella sovrastante, anche etimologicamente, era una "piccola città" isolata e sotto molti versi autonoma dal centro urbano che aveva lo scopo di difendere, anche il Lazzaretto è stato progettato per essere una piccola città di duemila abitanti, con un suo centro religioso (il tempietto di San Rocco), una fortificazione per la difesa (il rivellino), una sua piazza centrale e una sua cortina muraria comprendente due porte d'accesso. Era indipendente per la fornitura d'acqua potabile, ottenuta attraverso il riutilizzo dell'acqua piovana, sapientemente raccolta dai tetti degli edifici e poi, dopo aver attraversato un sistema di filtraggio, conservata nella grande cisterna posta sotto alla piazza centrale. L'acqua piovana proveniente dal drenaggio della piazza era ugualmente raccolta in cisterne, ma utilizzata per tutti gli usi non potabili.
Come già ricordato sopra, all'interno della cupola del tempietto è raffigurata una stella a cinque punte disegnata prolungando i lati di un pentagono regolare. Questa forma è al centro della cupola, del tempietto, della piazza e dell'intera isola vanvitelliana. Ciò rende quasi esplicita la simbologia adottata e il rapporto tra il Lazzaretto (il pentagono) e la Cittadella (la stella). Da notare che il Bastione della Campana della Cittadella è visibile dall'interno del tempietto.

### In epoca napoleonica e risorgimentale

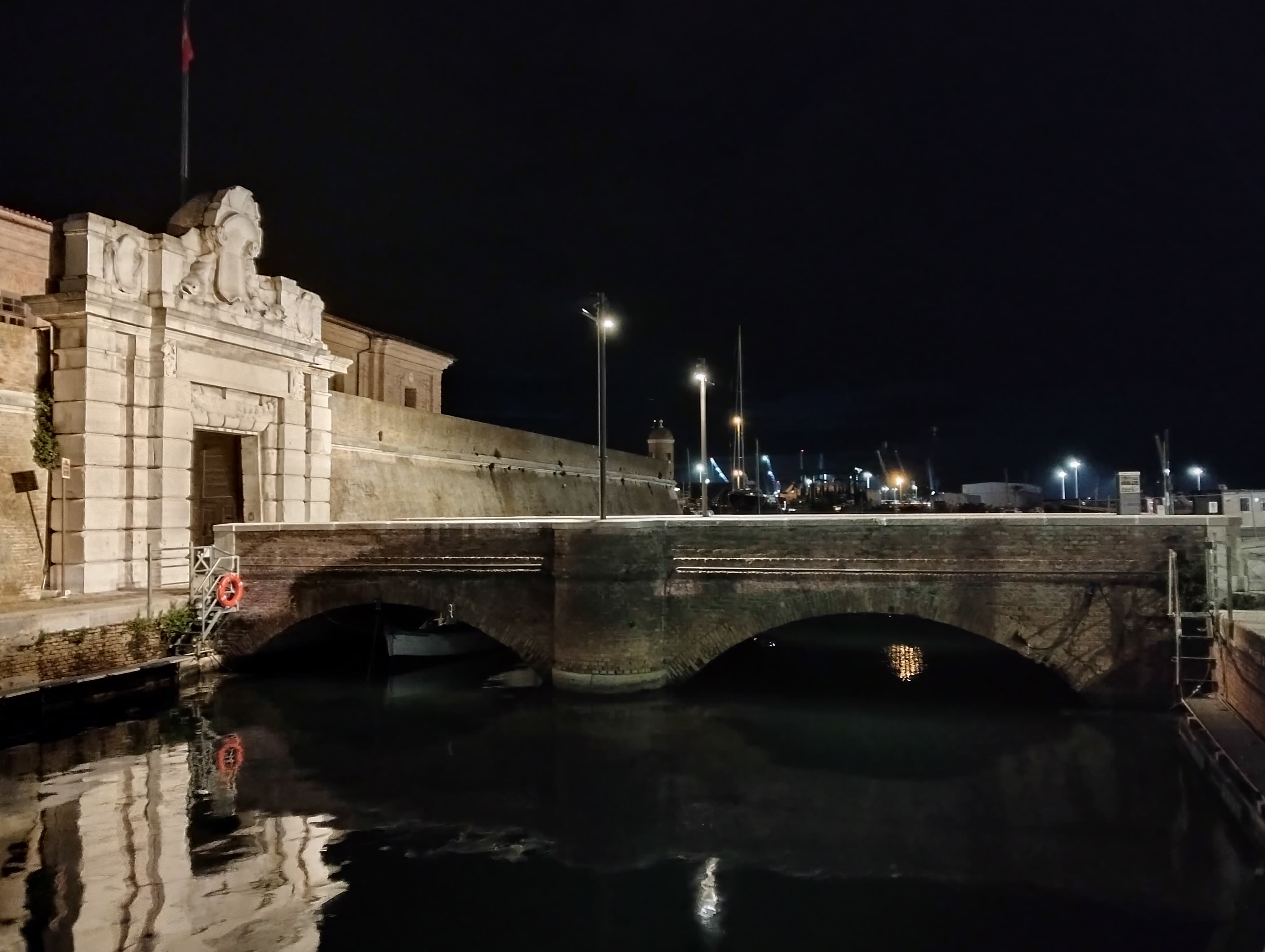
Il ponte ottocentesco che conduce al portale principale

Durante il periodo in cui la città era sotto occupazione francese (1795-1815), fu scalpellato lo stemma di papa Clemente XII posto sopra all'ingresso principale, gli stemmi della Porta ad acqua e le iscrizioni in entrambi questi ingressi. Durante l'assedio del 1799, durante il quale le forze austro-russo-turche circondavano la città occupata dai francesi, il monumento, in quanto fortificazione, giocò un ruolo strategico importante e fu coinvolto negli scontri. 
Il Lazzaretto è stato anche il luogo dove il 25 ottobre 1853 gli austro-pontifici fucilarono nove patrioti risorgimentali: Antonio Biagini, Lodovico Balducci, Pietro Cioccolanti, Giovanni Dell'Onte, Giovanni Galeazzi, Ciriaco Giambrignoni, Andrea Papini, Vincenzo Rocchi, Pietro Rossi.
Nel 1865, in seguito all'epidemia di colera che aveva colpito la città, divenne evidente che le emergenze sanitarie dell'Ottocento non potevano essere affrontate come quelle del secolo precedente e il Lazzaretto fu definitivamente interdetto all'uso originario. Assunse così un'esclusiva funzione militare e venne adibito a fortezza, caserma e ad ospedale per le truppe. Nel 1871 il monumento accolse i magazzini generali doganali del porto.

### Raffineria degli zuccheri

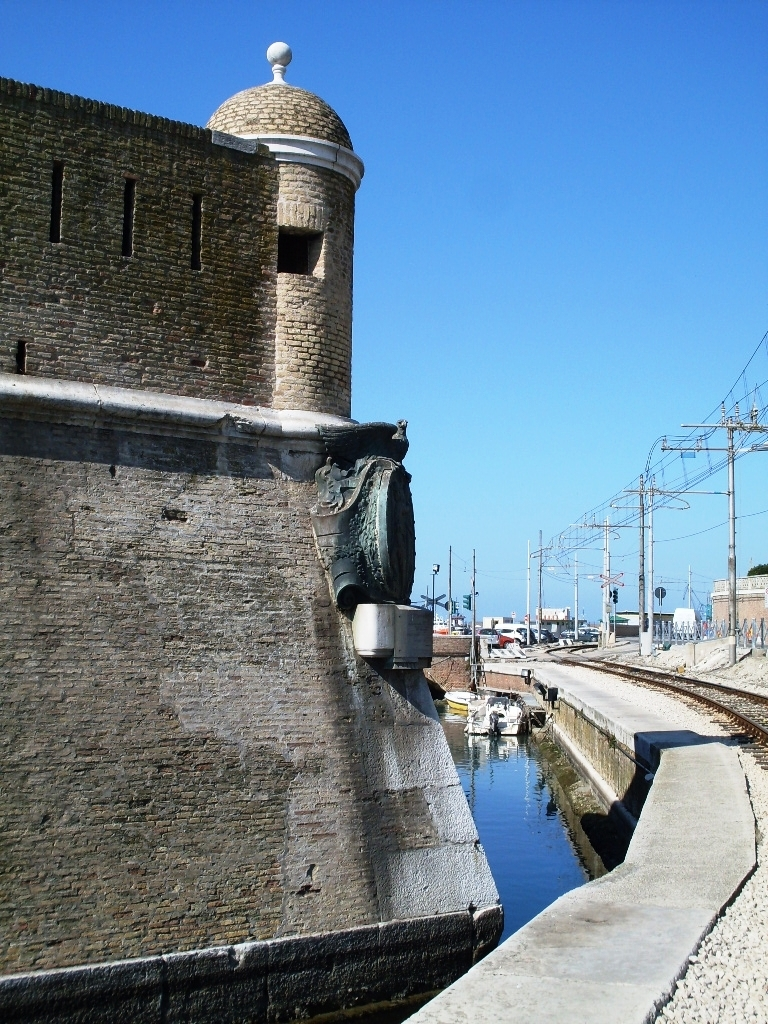
L'angolo del Lazzaretto dove è affissa la targa

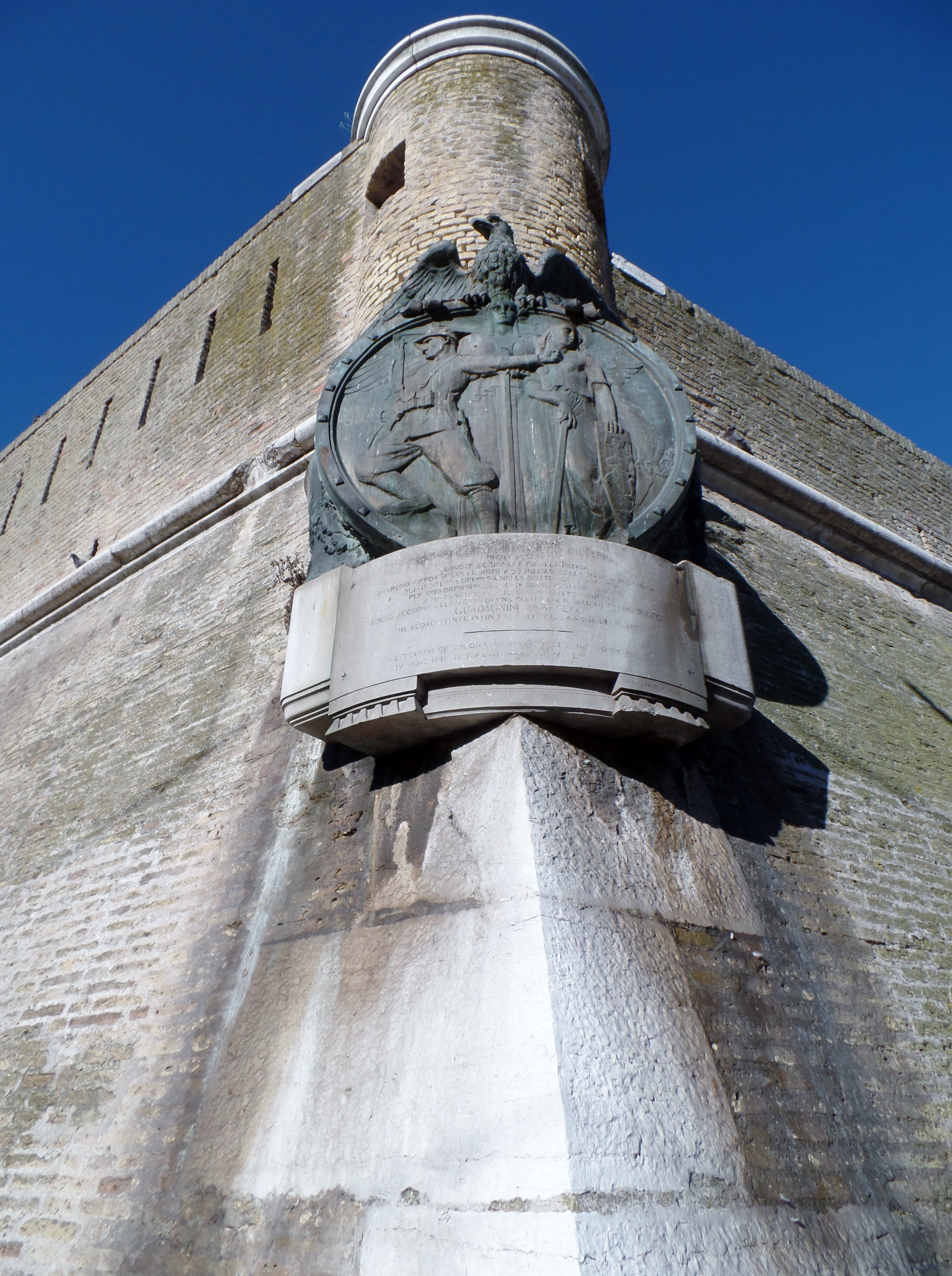
La targa che ricorda l'incursione austriaca del 1918

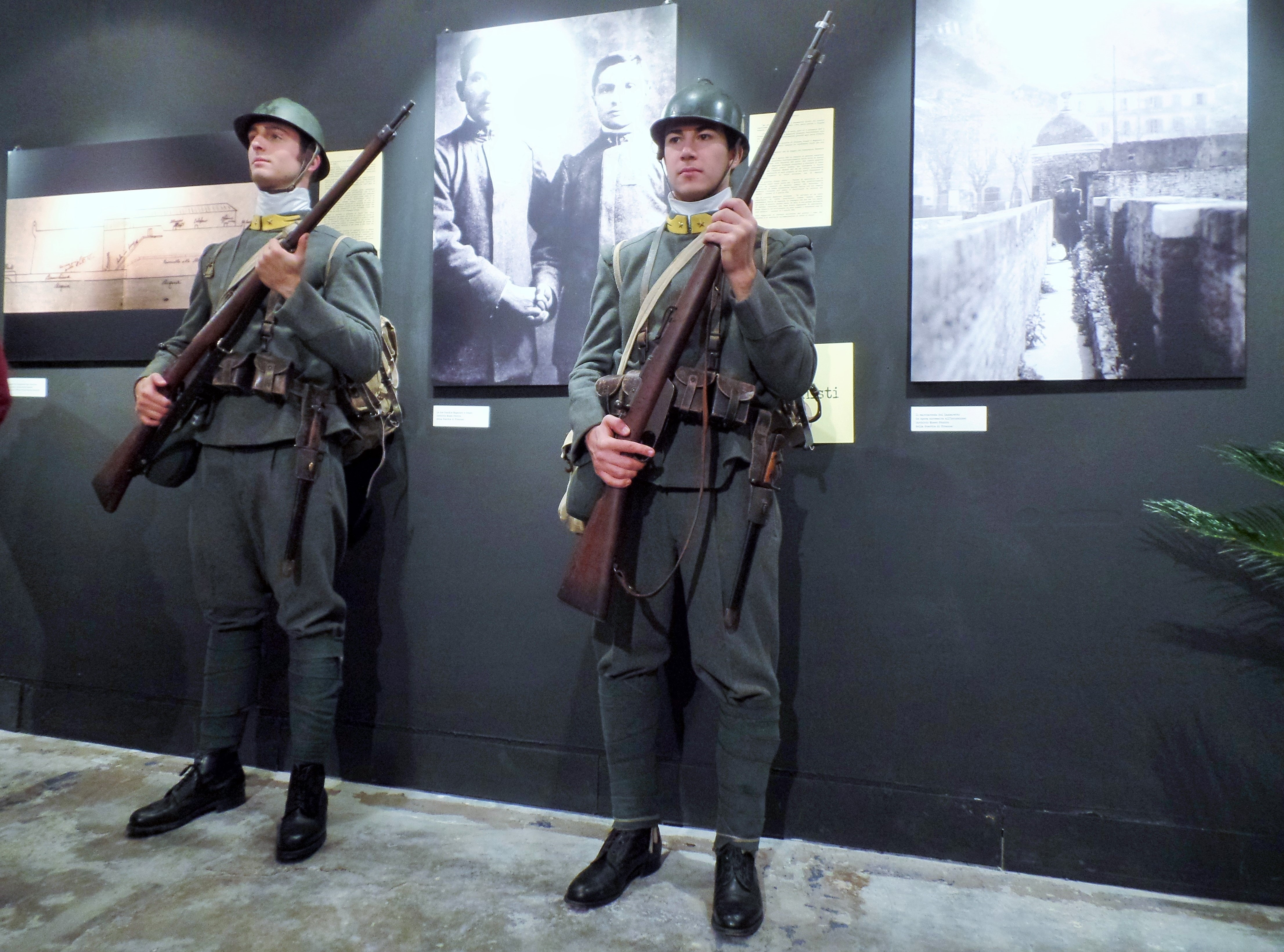
Rievocazione dell'incursione austriaca del 1918

Nel 1884 il Lazzaretto terminò la sua funzione militare e vi venne impiantata una raffineria degli zuccheri; ciò obbligò alla costruzione di due ciminiere nella piazza centrale, di un ponte ferroviario nel lato meridionale (ancora esistente) e di binari lungo le strade perimetrali, con piattaforme girevoli agli angoli, per favorire il carico e lo scarico della merce.
Venendo a mancare la necessità di isolamento sanitario, la separazione del Lazzaretto dalla terraferma, già interrotta qualche anno prima con la costruzione del ponte situato sul lato di Porta Pia, venne ancor più compromessa con la costruzione del ponte ferroviario. La raffinerià continuò la sua attività sino al 1914.
La soprintendenza ai monumenti diede disposizioni per salvaguardare almeno il tempio di San Rocco e il portale principale, ossia gli elementi con più spiccato valore monumentale.

### Base dei MAS della Regia Marina
Durante le due guerre mondiali il Lazzaretto ritornò ad essere una cittadella militare.
All'entrata dell'Italia nella Prima guerra mondiale, l’opera del Vanvitelli fu bombardata e danneggiata durante il bombardamento della costa adriatica del 24 maggio 1915, avvenuto durante la notte. Venne colpito il coronamento del portale principale.
Sempre durante la Prima guerra mondiale, nella notte del 5 aprile 1918, ebbe inizio l'incursione austriaca ad Ancona: un gruppo di circa sessanta assaltatori della marina asburgica sbarcò di notte a Marzocca con l'intento di arrivare nel porto dorico e di affondare le navi italiane presenti nel porto di Ancona e poi fuggire con i MAS (Motoscafi Armati Siluranti). Infatti, dal 12 febbraio 1918, il Lazzaretto di Ancona era diventato la base di una squadriglia di MAS, imbarcazioni d'assalto della Regia Marina, al comando dell'allora capitano di corvetta Luigi Rizzo. L'audace impresa era stata concepita dal comando della Marina austro-ungarica come risposta alla cosiddetta "Beffa di Buccari" del febbraio precedente, che aveva avuto tra i protagonisti proprio Rizzo.
I sabotatori austriaci riuscirono a superare i controlli grazie all'oscurità e alla presenza di soldati istriani che parlavano italiano, ma all'altezza del Lazzaretto vennero fermati da due guardie di finanza che si erano insospettite, Carlo Grassi e Giuseppe Maganuco, che quella notte erano di vigilanza sul marciaronda che circonda tutta la struttura. Vi fu uno scontro a fuoco, durante il quale Grassi fu ferito, ma Maganuco riuscì a tenere impegnati gli assaltatori e a dare l'allarme; sul posto accorse una pattuglia di carabinieri comandata dal brigadiere Anarseo Guadagnini, avvisato anche da due irredentisti che avevano disertato; i sabotatori allora si arresero.
Due mesi dopo l'attacco austriaco, il 10 giugno 1918, dal porto di Ancona partì una piccola squadra di due MAS, comandata da Rizzo, scortata da due torpediniere, che si distinse in quella che fu forse la più importante operazione offensiva dell'Italia ai danni della Marina austro-ungarica durante la Prima guerra mondiale: l'impresa di Premuda, che portò all'affondamento della corazzata SMS Szent István ("Santo Stefano").
Nell'angolo a sinistra dell'ingresso principale è stata posta nel 1927 una targa figurata in bronzo, in ricordo dello sventato attacco del 1918; sotto ad essa un'epigrafe commenta l'azione con il seguente testo.
«le guardie di finanza
GRASSI CARLO e MAGANUCO GIUSEPPE
vigili scolte devote al dovere e alla Patria

osarono opporsi con le armi a 59 militari della marina austriaca

qui giunti di sorpresa nella notte sul 6 aprile 1918

per impadronirsi dei mas ormeggiati nel porto

e sostennero da soli un conflitto cruento

finché corse alla testa di una pattuglia il brigadiere dei rr. cc.

GUADAGNINI ANARSEO
che audacemente intimò ed ottenne la resa dei nemici.
i cittadini di ancona memori questo ricordo posero

iv novembre mcmxxvii - anno vi-e.f.»
La targa e il bassorilievo sono di Mentore Maltoni, come testimoniato dalla firma posta sotto all'iscrizione.

### Deposito tabacchi

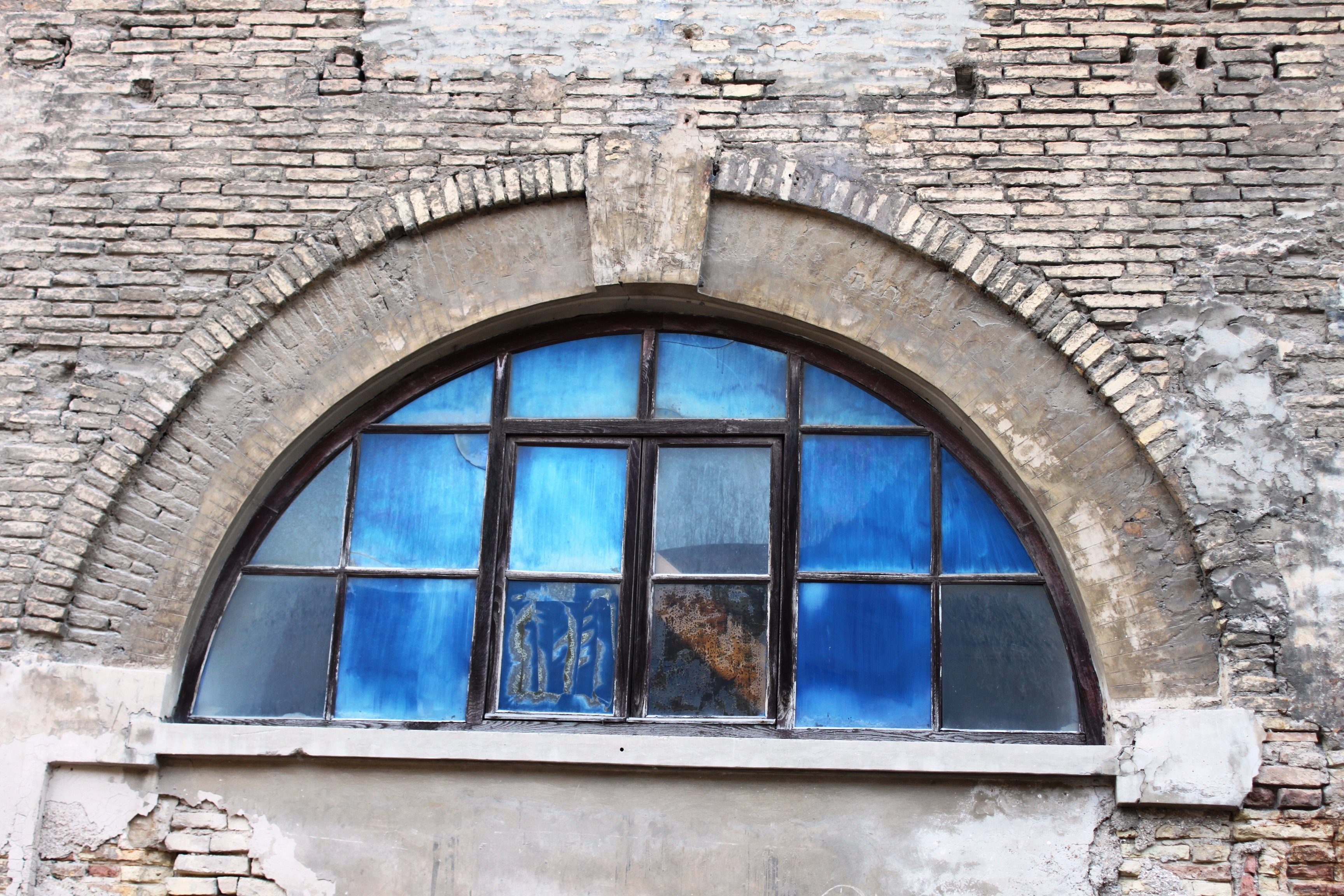
Vetri blu risalenti all'epoca in cui il Lazzaretto era un deposito tabacchi

Nel 1922 il Comune affittò il Lazzaretto all'Amministrazione delle Privative, che lo adibì a deposito di tabacchi greggi. Nel 1924 venne costruito un terzo ponte di collegamento alla terraferma, a destra di quello dell'ingresso principale; la nuova struttura venne realizzata in ferro. Negli stessi anni venne costruito un edificio nell'area del rivellino, addossato all'angolo del bastione; si seguì uno stile che si armonizzava con i corpi di fabbrica vanvitelliani, sia come stile, sia come materiali. La società di Educazione Fisica Stamura e l'Istituto Nautico ottennero come sede del gruppo dei canottieri l'uso di alcuni locali dell'edificio del rivellino, per attività sportive e didattiche pratiche.
La funzione di deposito tabacchi venne confermata nel 1927, anno in cui il Lazzaretto venne ceduto dal Comune al Demanio, che a sua volta lo passò all'amministrazione dei Monopoli di Stato; il monumento per sessant'anni conservò questa destinazione. In concomitanza con il passaggio di proprietà, viene autorizzata e realizzata la sopraelevazione di parte degli edifici che si affacciano sulla piazza centrale; l'anno successivo vengono abbattute le ciminiere costruite ad uso della raffineria degli zuccheri, dato che ormai erano inutilizzate e costituivano un ostacolo per gli idrovolanti del vicino idroscalo.
Risale a questi anni la colorazione blu dei vetri delle finestre dell'edificio, necessaria per preservare il tabacco dall'azione della luce. Nel progetto di restauro, si è scelto di mantenere il colore originale dei vetri, come testimonianza del passato uso del monumento. 
Nel corso della Seconda guerra mondiale gli alleati abbattono il ponte in ferro costruito nel 1924; fu ricostruito nel dopoguerra in cemento armato.
Nel 1955/1957 fu restaurato il portale principale.

### La rinascita

#### Premesse
Negli anni settanta del Novecento si diffuse in città una nuova sensibilità riguardo al Lazzaretto. Il mondo associativo cittadino e le amministrazioni comunale, provinciale e regionale, sostenuti dalla Soprintendenza ai Monumenti, iniziarono a sostenere l'ipotesi di utilizzare il monumento del Vanvitelli come centro culturale, sottraendolo agli usi impropri che ne stavano alterando l'aspetto e mortificando la bellezza. Nello stesso tempo, però, continuavano ad essere realizzati interventi irrispettosi, per adeguare il monumento alla funzione di deposito tabacchi: vennero costruiti dei solai in cemento armato all'interno di alcuni edifici e venne abbassato il livello della piazza, alterando le armoniche proporzioni vanvitelliane e costringendo a costruire rampe per raggiungere i portali di accesso.
Segni di questa nuova temperie culturale furono il "Convegno vanvitelliano" del 1974 e il testo di Mazzetti, Bucciarelli e Pugnaloni, edito nel 1978, dal significativo titolo Il Lazzaretto di Ancona, un’opera dimenticata; questo testo contribuì significativamente alla rinascita del monumento, presentandone un approfondito studio storico, architettonico e simbolico, pubblicando tavole del primo rilievo architettonico, proponendone il recupero integrale e denunciandone le manomissioni subite dagli usi impropri. Nel 1980, in Pinacoteca si tenne inoltre la mostra "Il Lazzaretto di Vanvitelli"; anch'essa contribuì a far percepire come inaccettabile la destinazione a deposito tabacchi del monumento e a sostenere il suo utilizzo come centro culturale.

#### Il comune di Ancona acquisisce e restaura il Lazzaretto

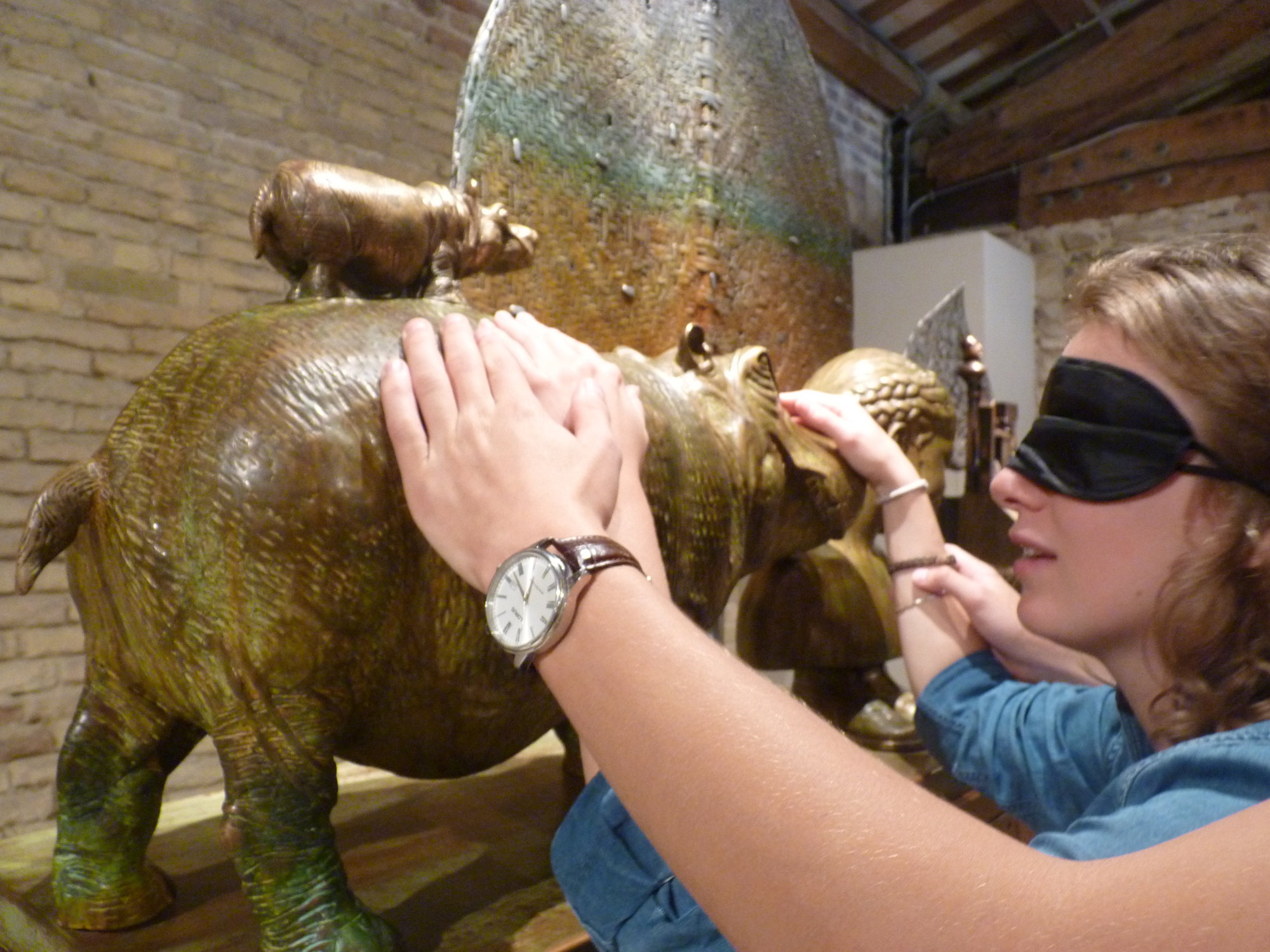
Museo Omero - esplorazione tattile di una scultura di Valeriano Trubbiani

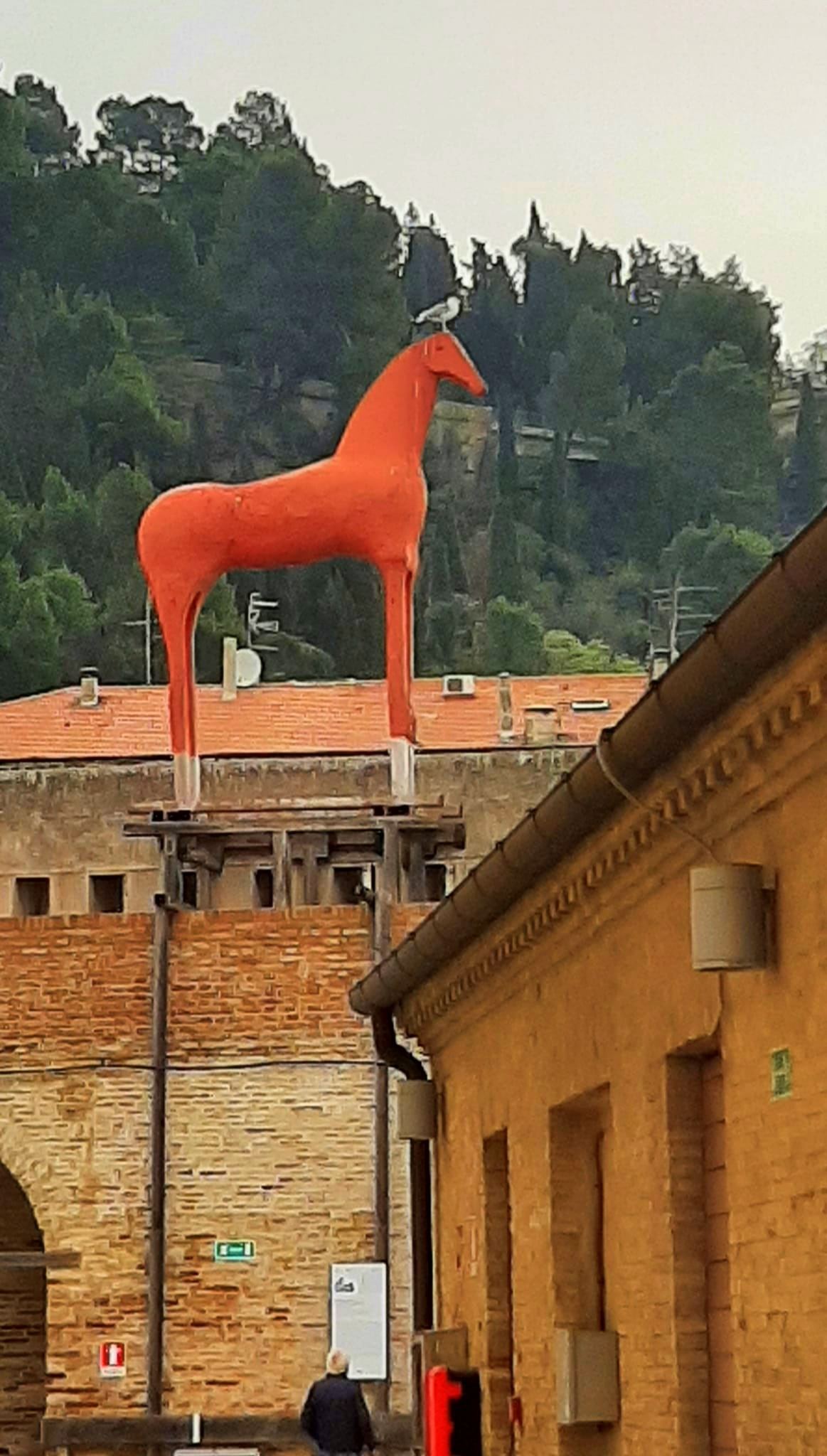
Cavallo, di Mimmo Paladino

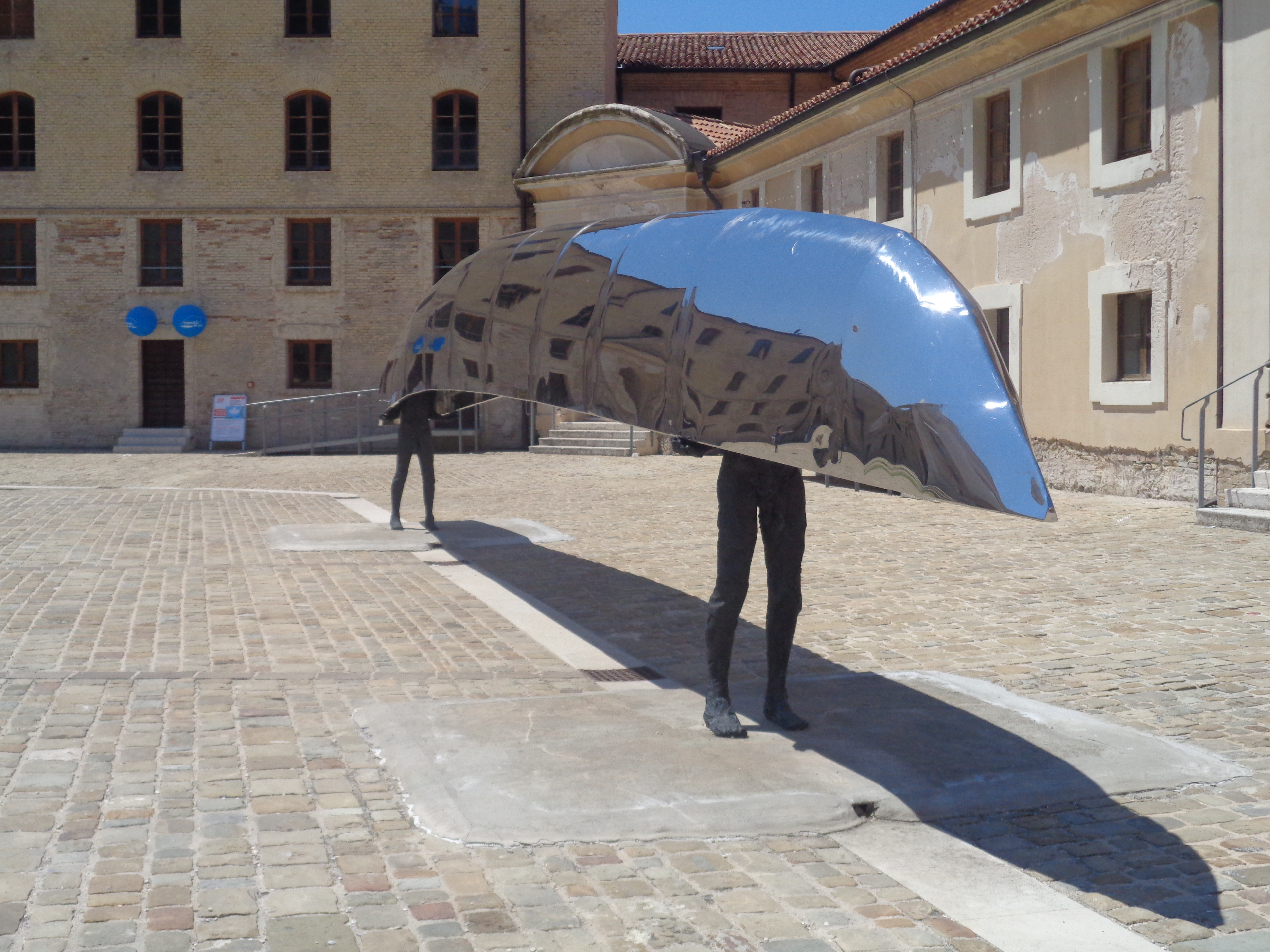
Sbarco, scultura di Velasco Vitali

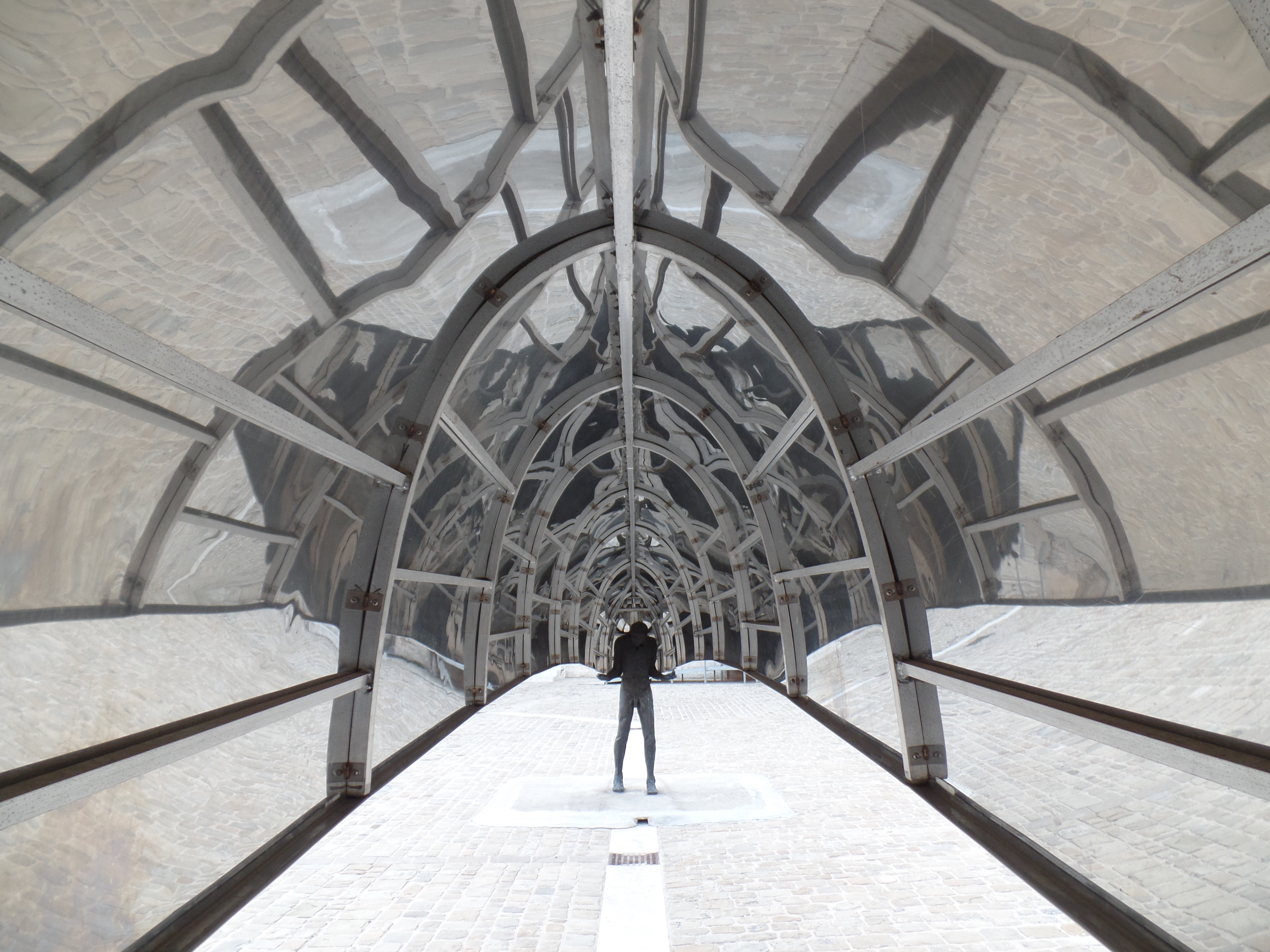
Sbarco, scultura di Velasco Vitali (interno)

Tutto ciò portò al passo fondamentale per la rinascita del monumento: nel 1985 il comune di Ancona acquisì la proprietà del Lazzaretto ed iniziò un restauro che sta ridonando al monumento il suo armonico aspetto originario, senza però cancellare completamente le modifiche più significative subite nel corso dei secoli. Si decise così di demolire i corpi di fabbrica e i magazzini costruiti nel sedime della piazza centrale, che ne alteravano la forma pentagonale, e parimenti vennero abbattuti quasi tutti i bassi edifici addossati alle mura di cinta. Inoltre la piazza centrale fu riportata al livello originario, recuperando la percezione spaziale prevista dal Vanvitelli.
Per i loro valori formali e storici, vennero però rispettate le sopraelevazioni degli edifici che si affacciano sulla piazza centrale, il grande edificio che occupa il rivellino e due edifici addossati alle mura di cinta, situati a destra e a sinistra della Porta ad Acqua.
Nel 1987, alla XVII Triennale di Milano vengono presentati progetti immaginari e innovativi per nove città italiane; tra queste c'è Ancona, con il tema "Una frontiera urbana: da Vanvitelli a Vanvitelli", ossia dal Lazzaretto al Molo Clementino. Nel 1990 durante il convegno "Il Lazzaretto tra mare e città" si delinearono i possibili futuri utilizzi del monumento, e tutti i relatori individuarono come destinazione più idonea quella a polo culturale con sedi museali e spazi per mostre temporanee, convegni e manifestazioni.
Nel 2023, in concomitanza con le celebrazioni per i 250 anni dalla morte di Luigi Vanvitelli, è stata riaperta, dopo cinquant'anni, la Porta d'acqua, ossia l'accesso all'isola rimasto come all'origine affacciato su una banchina e dunque raggiungibile solo attraverso imbarcazioni. Nel 2025 rimane da restaurare solo il lato del pentagono rivolto verso via Marconi e le sale "Mercanti" e "Tabacchi", in cui i lavori sono già in atto.

### Il Lazzaretto diventa un polo culturale
Completato il primo lotto di restauri, finalmente il Lazzaretto diventò ciò che le associazioni e le amministrazioni da decenni chiedevano: un importante centro culturale. Si cominciarono ad utilizzare i suoi spazi per ospitare mostre d'arte di livello nazionale ed altri eventi culturali; nella piazza si susseguirono rassegne cinematografiche e festival.
Qualche anno dopo l'acquisizione del monumento, l'amministrazione comunale ha iniziato ad indicare il monumento anche con l'espressione Mole Vanvitelliana e non con il termine Lazzaretto, da sempre usato, sia in ambito colto (dallo stesso Vanvitelli), sia a livello popolare.
Lazzacinema
Dal 1984 si tiene all'aperto nella stagione estiva una rassegna cinematografica, denominata "Lazzacinema"; nel 2024 ha celebrato il suo 40º anniversario.
Festival Klezmer e Adriatico-Mediterraneo
Dal 1996 al 2006 il Lazzaretto ospitò il Festival di musica klezmer, confluito dal 2007 nel Festival internazionale Adriatico-Mediterraneo; i suoi eventi sono ora localizzati, oltre che al Lazzaretto, anche in altre zone della città.
Corto Dorico
Nel 2004 nacque la rassegna "Corto Dorico", dedicata ai cortometraggi, si svolge in gran parte nei locali del Lazzaretto. Nacque come concorso nazionale ed è oggi è dedicato alla promozione del cinema indipendente e d'impegno sociale; è osservatorio per il Premio Nastro d’Argento.
Museo Tattile Omero
Dal 2012 un settore del Lazzaretto accoglie la sede del Museo Tattile Omero, che fa conoscere l'arte attraverso il tatto, dando ai visitatori la possibilità di "vedere con le mani"; espone opere scultoree originali, accurati modellini di alcuni tra i monumenti più conosciuti, copie di statue celebri e rappresentazioni tridimensionali di dipinti famosi.
Auditorium Orfeo Tamburi
Al Lazzaretto è presente anche un auditorium da 420 posti, dedicato ad Orfeo Tamburi; al suo interno sono esposte cinque monumentali scenografie che Tamburi dedicò alla storia del teatro. Vi si tengono concerti e congressi.
Mostre d'arte
Tra le mostre più notevoli tenute al Lazzaretto si ricordano le seguenti.
- 1988-1989 - "Traiano ai confini dell'Impero".

La mostra ha documentato la figura di Traiano in occasione del diciannovesimo centenario della sua ascesa al trono imperiale, presentando reperti che hanno testimoniato non solo l'arte, ma anche la vita quotidiana nelle regioni poste vicino ai confini dell'impero, in cui la cultura romana si fondeva con quella delle popolazioni locali, prefigurando il Medioevo.
- 1996 - "Francesco Podesti".

La mostra ha permesso di riscoprire la figura di Francesco Podesti, uno dei maggiori pittori italiani dell'Ottocento, esponente del romanticismo storico e premiato all'Esposizione universale di Londra del 1851 e all'Esposizione universale di Parigi del 1855.
- 1997 - "Antonio Francesco Peruzzini".

La mostra ha presentato il pittore Antonio Francesco Peruzzini, figura di primo piano nella pittura paesistica del XVII-XVIII secolo, che in molte opere rese protagonista il paesaggio, prefigurando i pittori paesaggisti ottocenteschi. In diverse opere dipinse paesaggi che Alessandro Magnasco popolava di figure.
- 1999 - "Libri di pietra. Mille anni della cattedrale di Ancona tra Oriente e Occidente"

Allestita in occasione del millenario della dedica del Duomo di Ancona, la mostra ha celebrato gli intensi contatti tra l'arte medievale anconitana e quella dei paesi del Mediterraneo orientale.
- 2000 - "Il filo di Arianna"

Grazie a questa mostra il pubblico ha potuto conoscere le raccolte d'arte dalle fondazioni delle casse di risparmio di Jesi, Macerata e Pesaro.
- 2001 - "Io Adriatico - civiltà di mare tra frontiere e confini"

La mostra ha messo in evidenza gli intensi contatti culturali da sempre esistenti tra i paesi che si affacciano sull'Adriatico, attraverso l'esposizione di opere provenienti da tutti i paesi adriatici, tra cui dipinti di Francesco Guardi, Vittore Carpaccio, Lorenzo Lotto, Giorgio Schiavone.
- 2008-2009 - "Allo specchio - Il Novecento".

Ha dato la possibilità di ammirare i capolavori di grandi maestri del Novecento italiano, come Giacomo Balla, Alberto Savinio, Giorgio Morandi, Lucio Fontana, Mario Schifano, Emilio Vedova, Sandro Chia, Anselmo Bucci e Enzo Cucchi.
- 2023 - "Dal Futurismo all'informale"

Ha esposto opere di Massimo Campigli, Carlo Carrà, Felice Casorati, Giorgio de Chirico, Giorgio Morandi, Renato Guttuso, Emilio Vedova, Giuseppe Capogrossi, Alberto Burri e Antoni Tàpies.
Nel 2017 furono stabilmente installate al Lazzaretto due sculture di artisti contemporanei: sul marciaronda il Cavallo di Mimmo Paladino e all'interno della corte centrale Sbarco,  di Velasco Vitali.

### Attività sportive e ricreative
Il rivellino continua ad ospitare la sede nautica della società sportiva SEF Stamura e la base nautica dell'Istituto Nautico Elia, ora parte dell'Istituto di Istruzione Superiore "Volterra-Elia"; sempre al rivellino ha sede il centro nautico dell'Università di Ancona e il centro subacqueo Komaros. Nei locali del rivellino si trova anche il ristorante Vanvitelli.
Al Lazzaretto sono presenti due bar; il Lazzabaretto, situato sulla banchina settentrionale, durante l'estate è sede di manifestazioni culturali e centro di aggregazione giovanile; il bar The Mole è posto all'ingresso dell'auditorium Tamburi.

## I segni di bombardamenti sulle mura del Lazzaretto

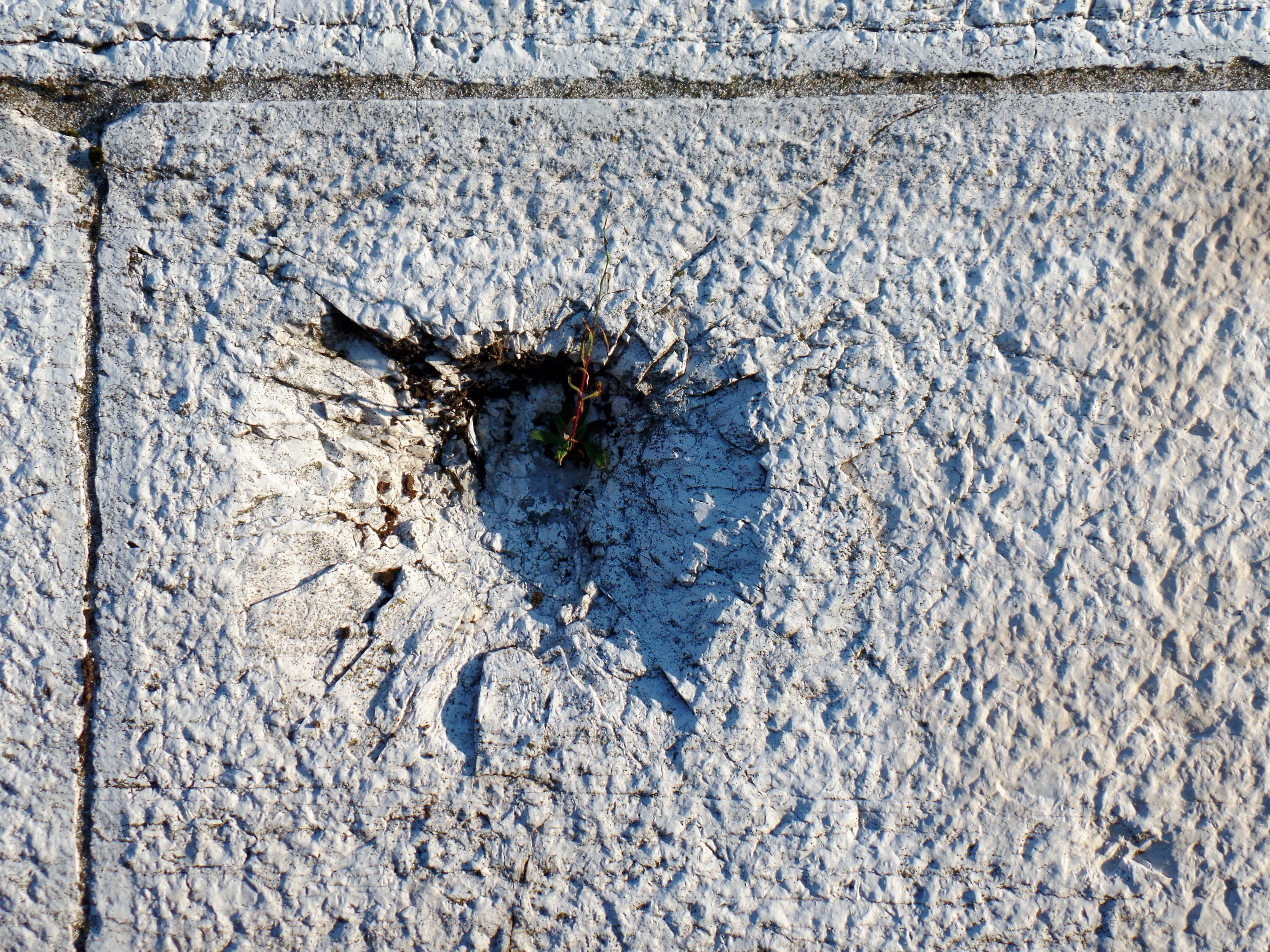
Segni di cannonate a palla

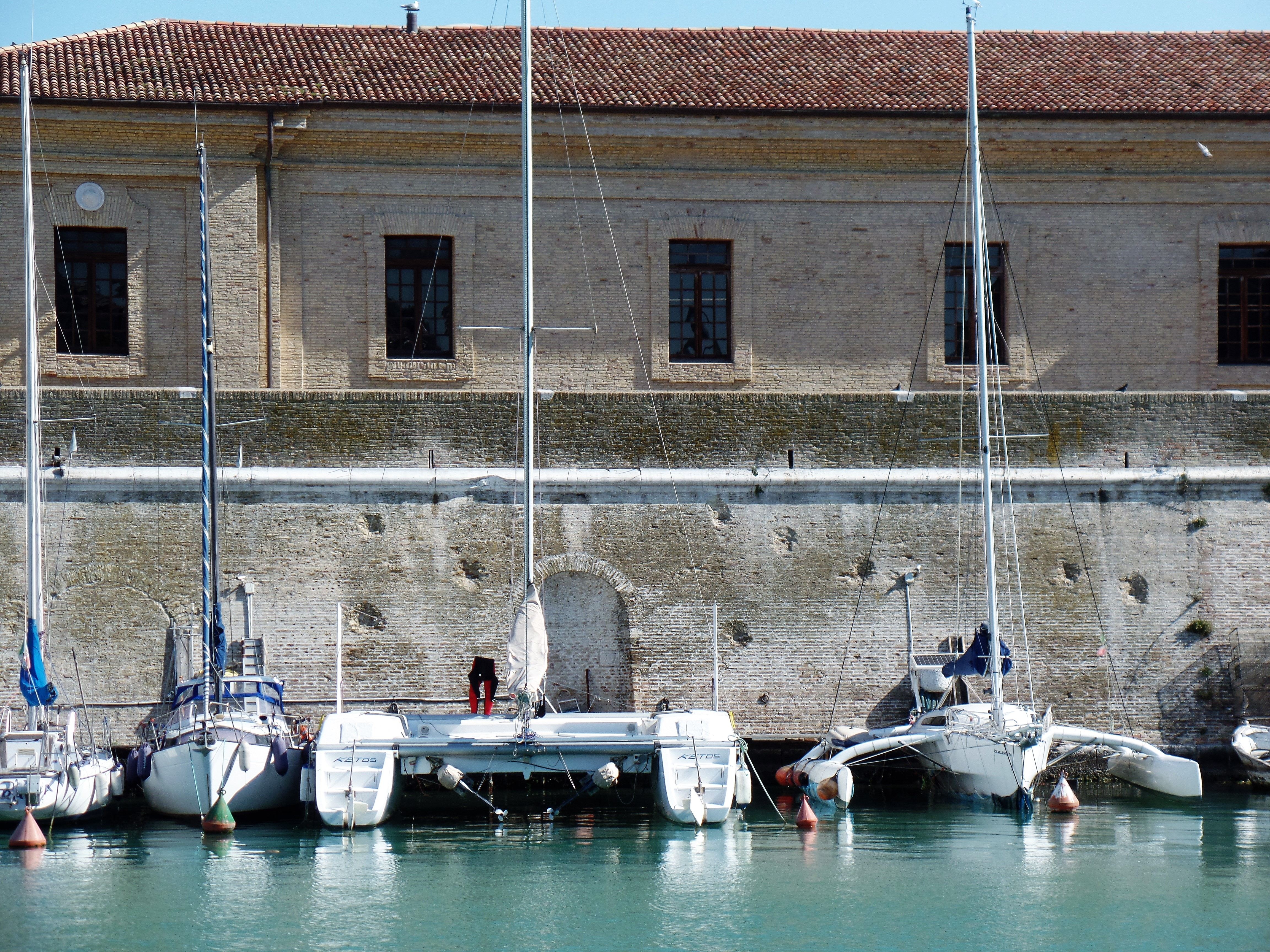
Segni di cannonate (1860)

Il Lazzaretto è stato interessato da vari eventi bellici: nel 1799 durante il periodo di occupazione francese di Ancona, nel 1849 durante la Repubblica romana e nel 1860 durante l’assedio della città da parte delle truppe sarde. In quest'occasione il Lazzaretto fu conquistato con un colpo di mano da parte dei bersaglieri del XVI battaglione del IV Corpo d’armata della Regia Armata Sarda e quindi bombardato dalla soprastante Cittadella, dal Molo, dalla vicina Porta Pia e dal Forte della Lanterna (ne rimane il basamento, nelle vicinanze della lanterna rossa del porto). Anche queste strutture, come il Lazzaretto, furono colpite dal fuoco delle artiglierie e sono ancora presenti diversi segni lasciati dai proiettili del tempo.
Nelle mura esterne del Lazzaretto, nella parte in pietra bianca tra il ponte e il rivellino, è ancora possibile rilevare diverse lesioni di forma circolare e incavata originate da palle di cannone che colpivano quella zona del forte dal mare, anche se la datazione di tali lesioni belliche non può essere effettuata con certezza. Altre numerose lesioni causate da proiettili ottocenteschi sono ben visibili sul tratto di mura in mattoni sul lato con ingresso dal mare, di fronte al mercato del pesce. Anche in altri tratti di mura del pentagono è possibile vedere un minore numero di lesioni di cannoni di calibro medio-piccolo, come a sinistra dell'ingresso principale di fronte a Porta Pia, mentre sempre lato Porta Pia, sul muro esterno e nella parte alta di quello interno sono presenti molti segni lasciati da proiettili di fucileria, presumibilmente sparati dai soldati pontifici quando il Lazzaretto fu occupato dai bersaglieri.

## Galleria d'immagini

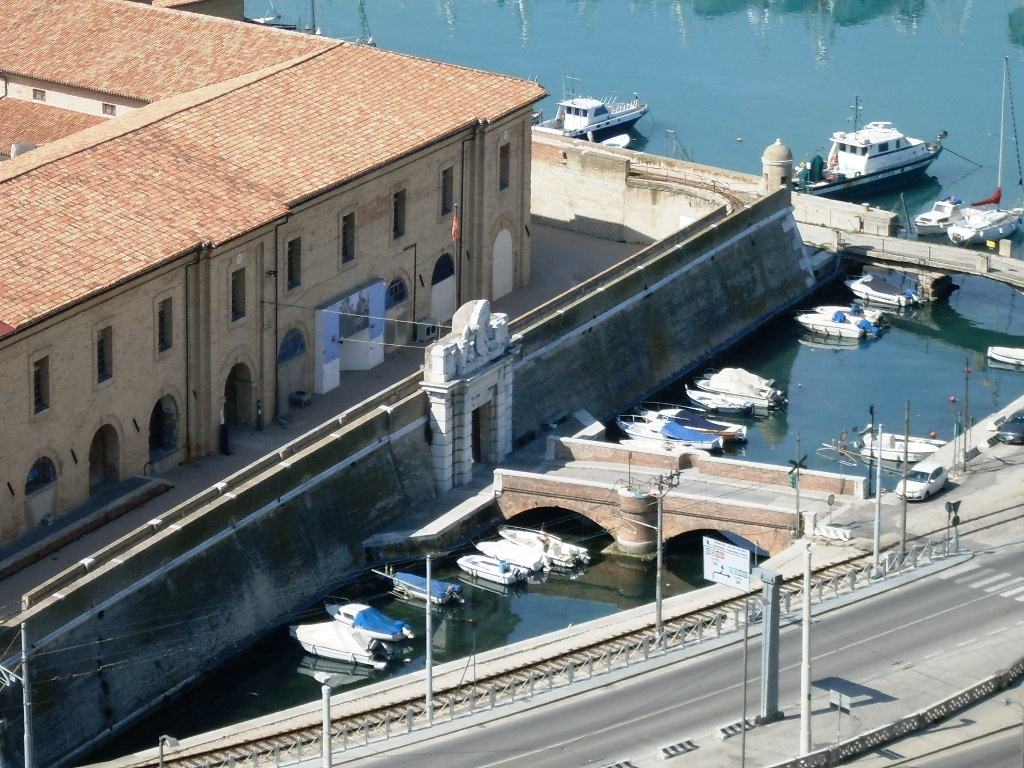
L'ingresso principale visto dall'alto
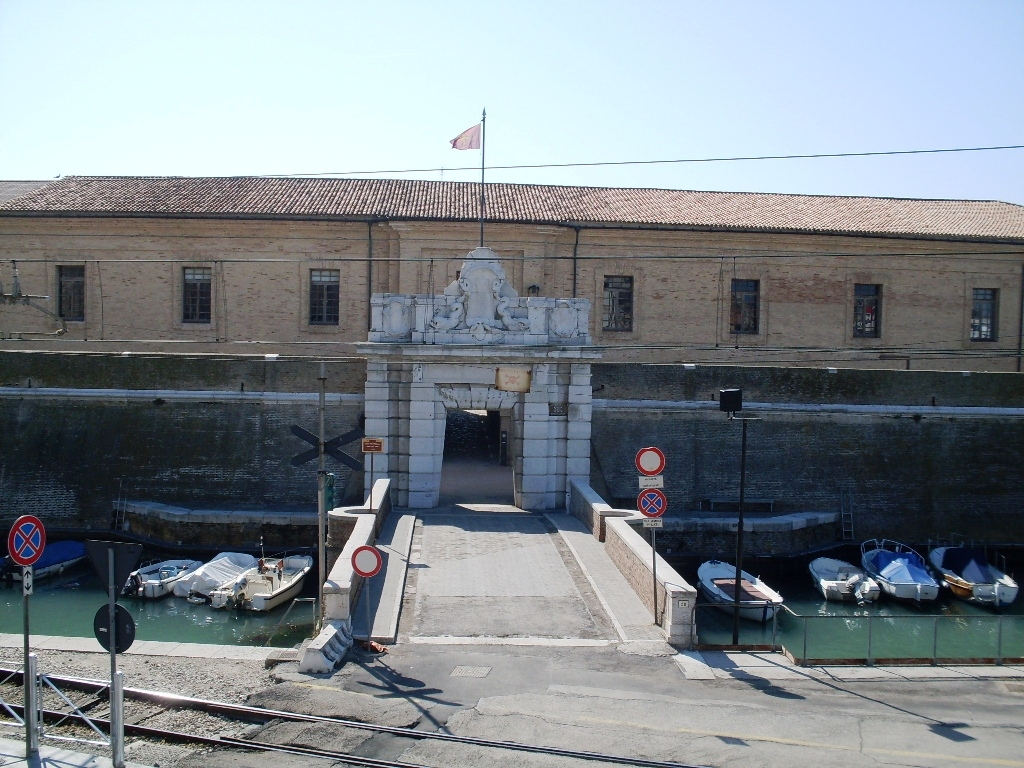
Il ponte di accesso ottocentesco
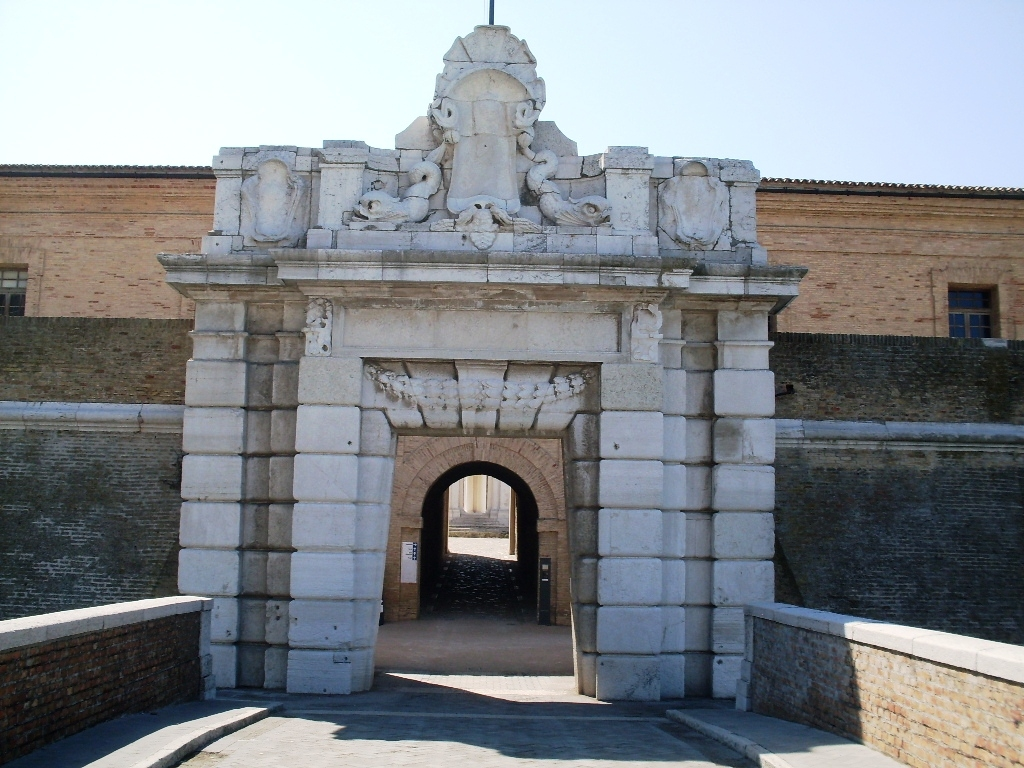
Il portale d'ingresso
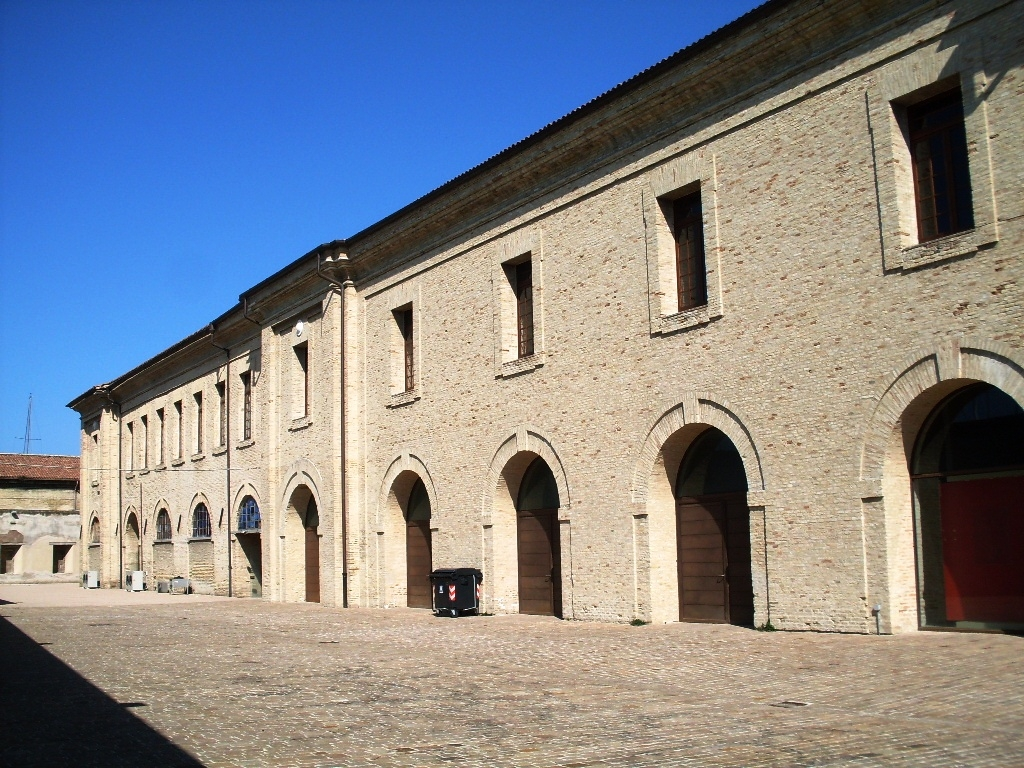
Una delle cinque strade perimetrali
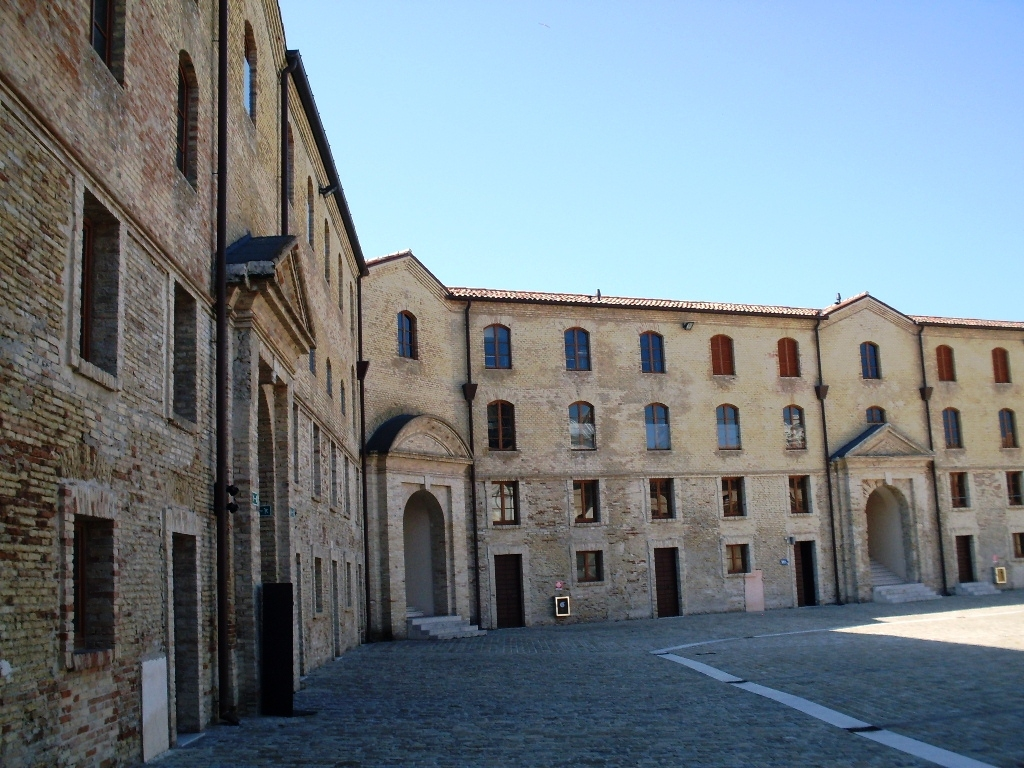
Piazza centrale: veduta di due lati interni rialzati all'inizio del XX secolo
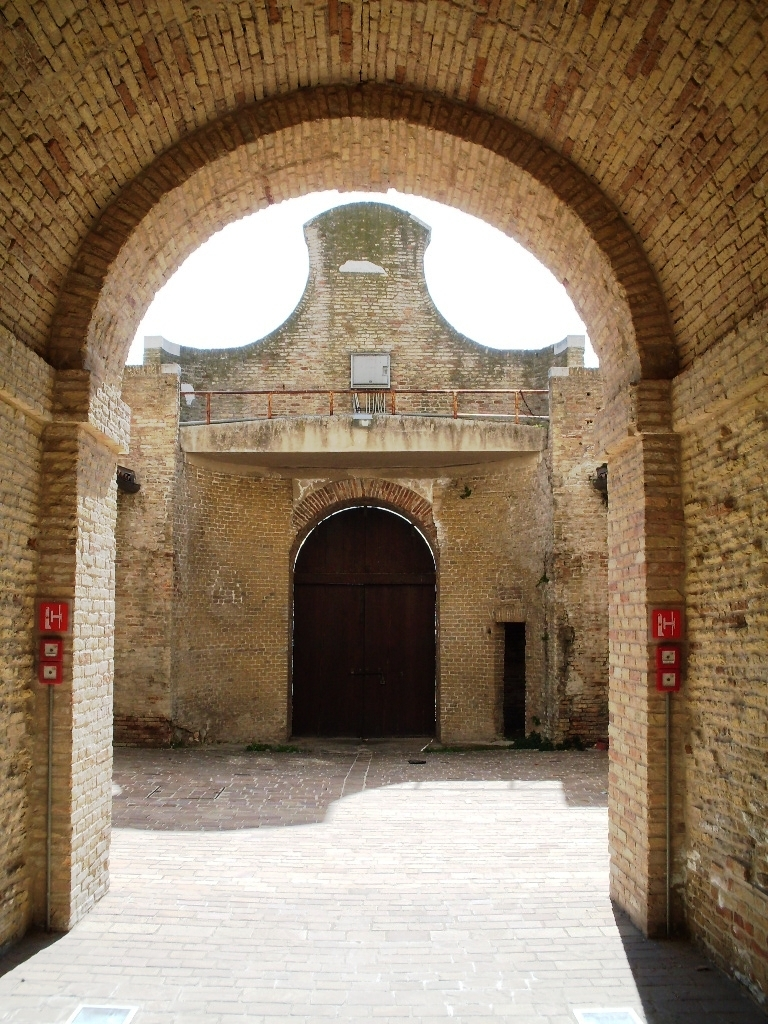
L'interno della Porta ad Acqua
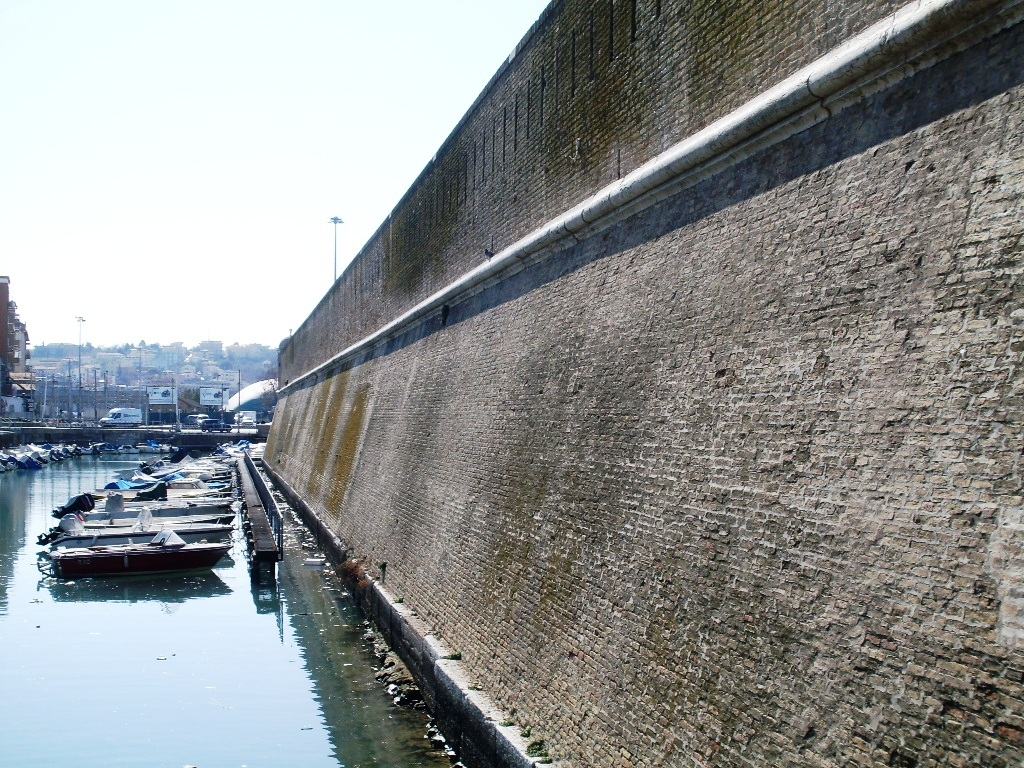
Esterno del muro di cinta
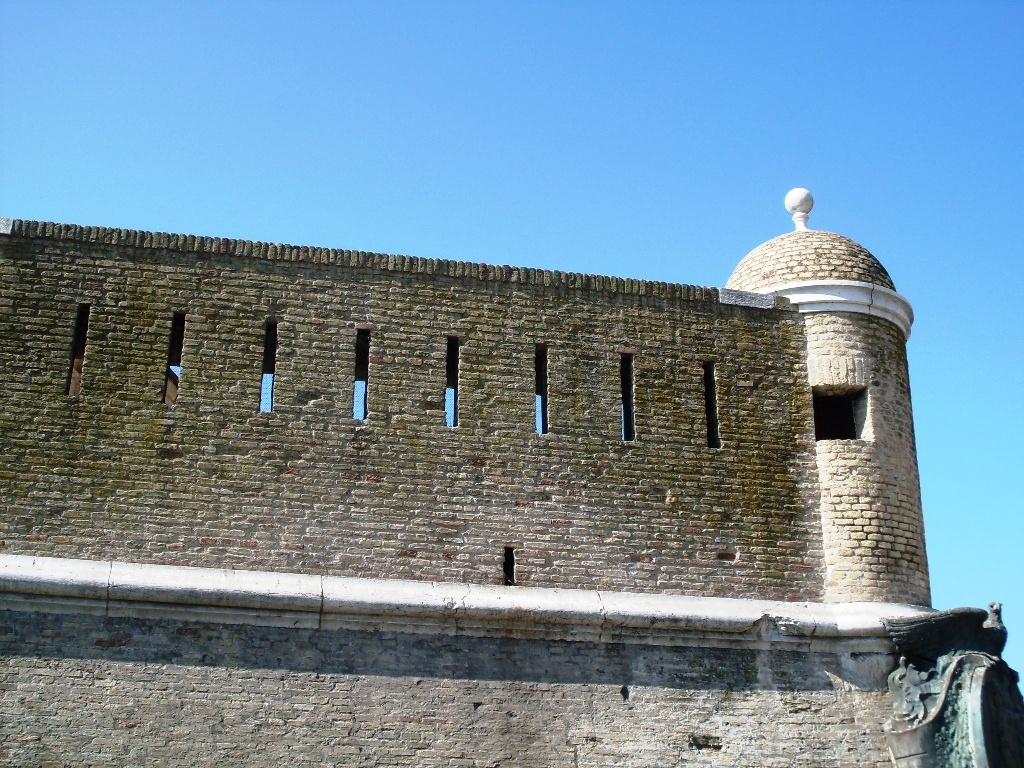
Garitta angolare e feritoie
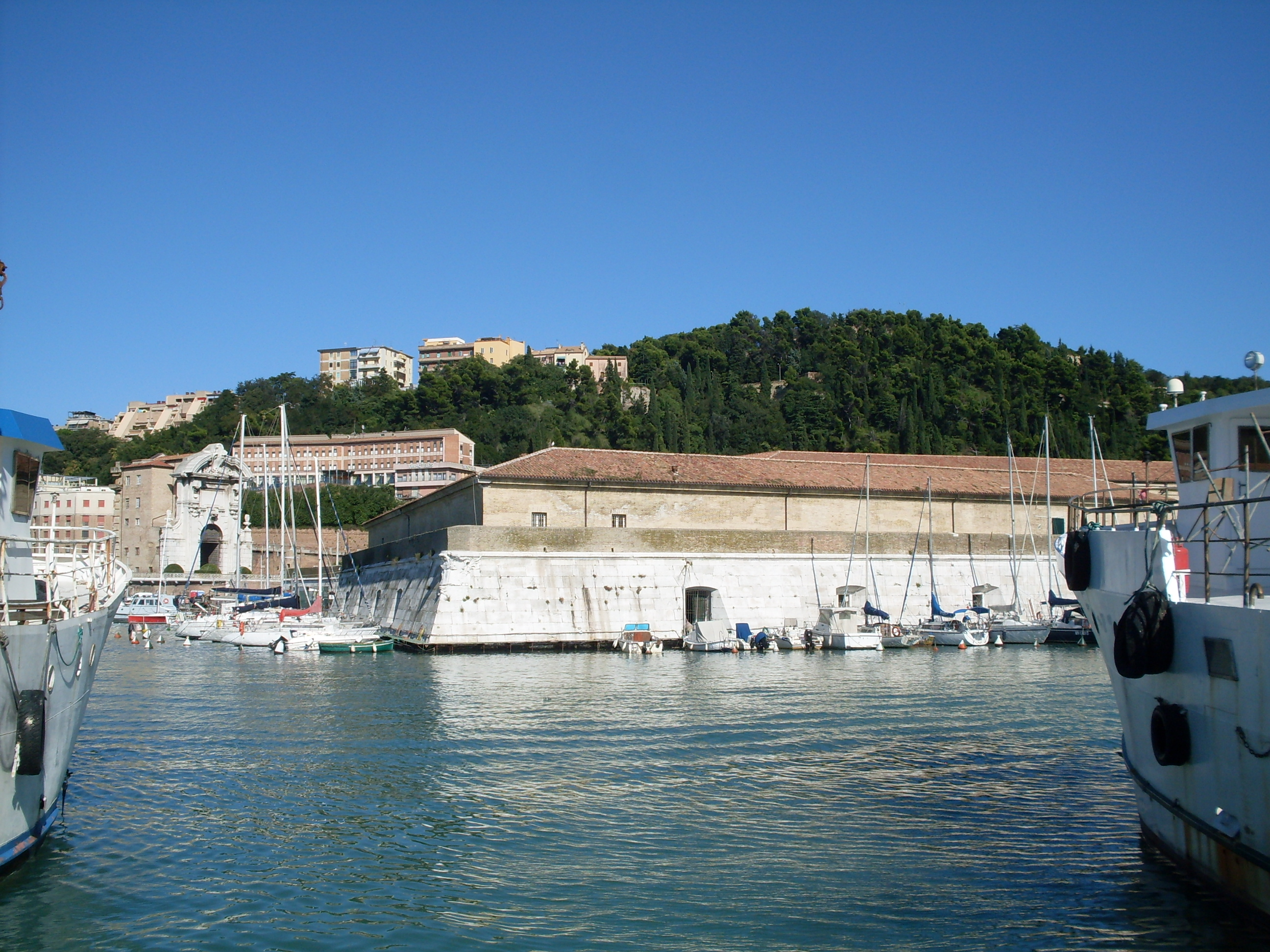
Rivellino
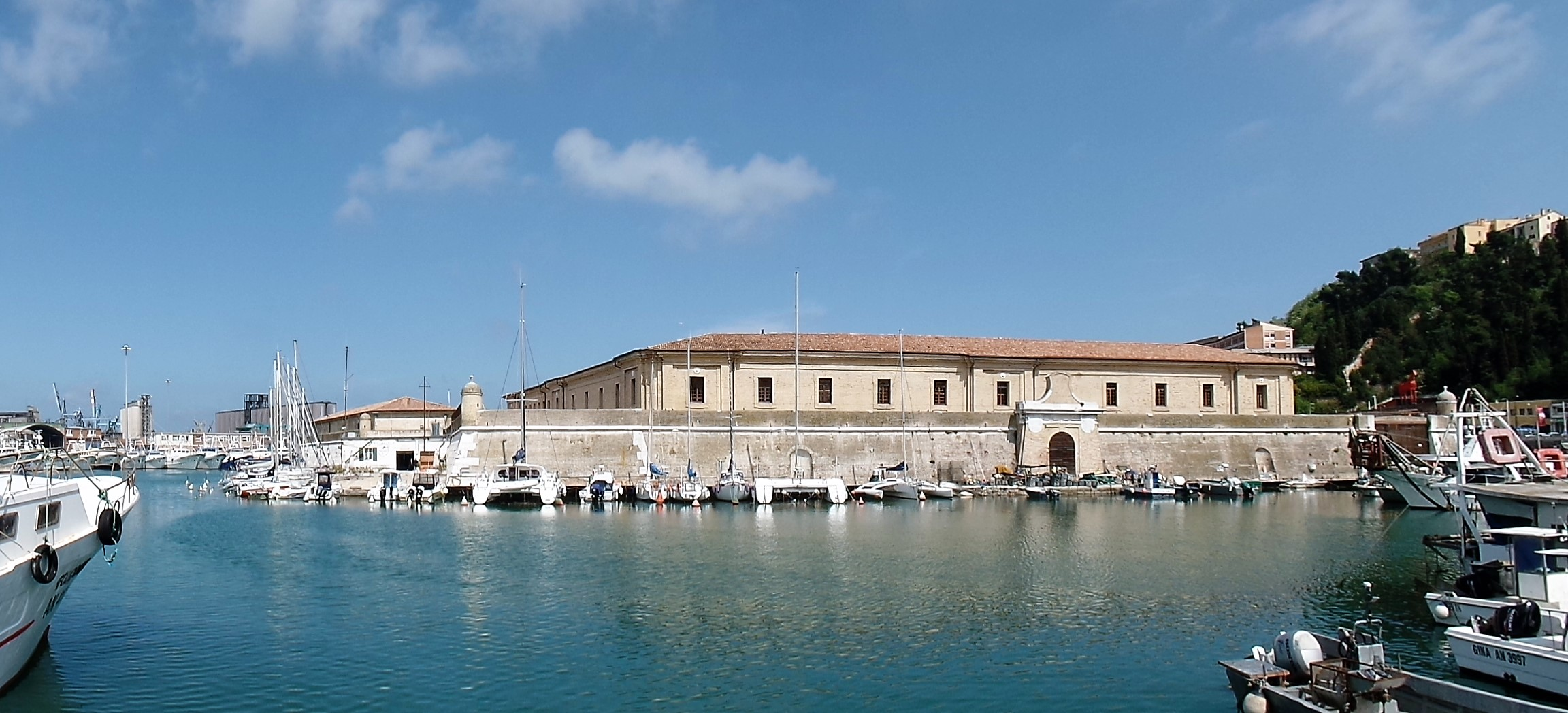
Lato affacciato sul Mandracchio
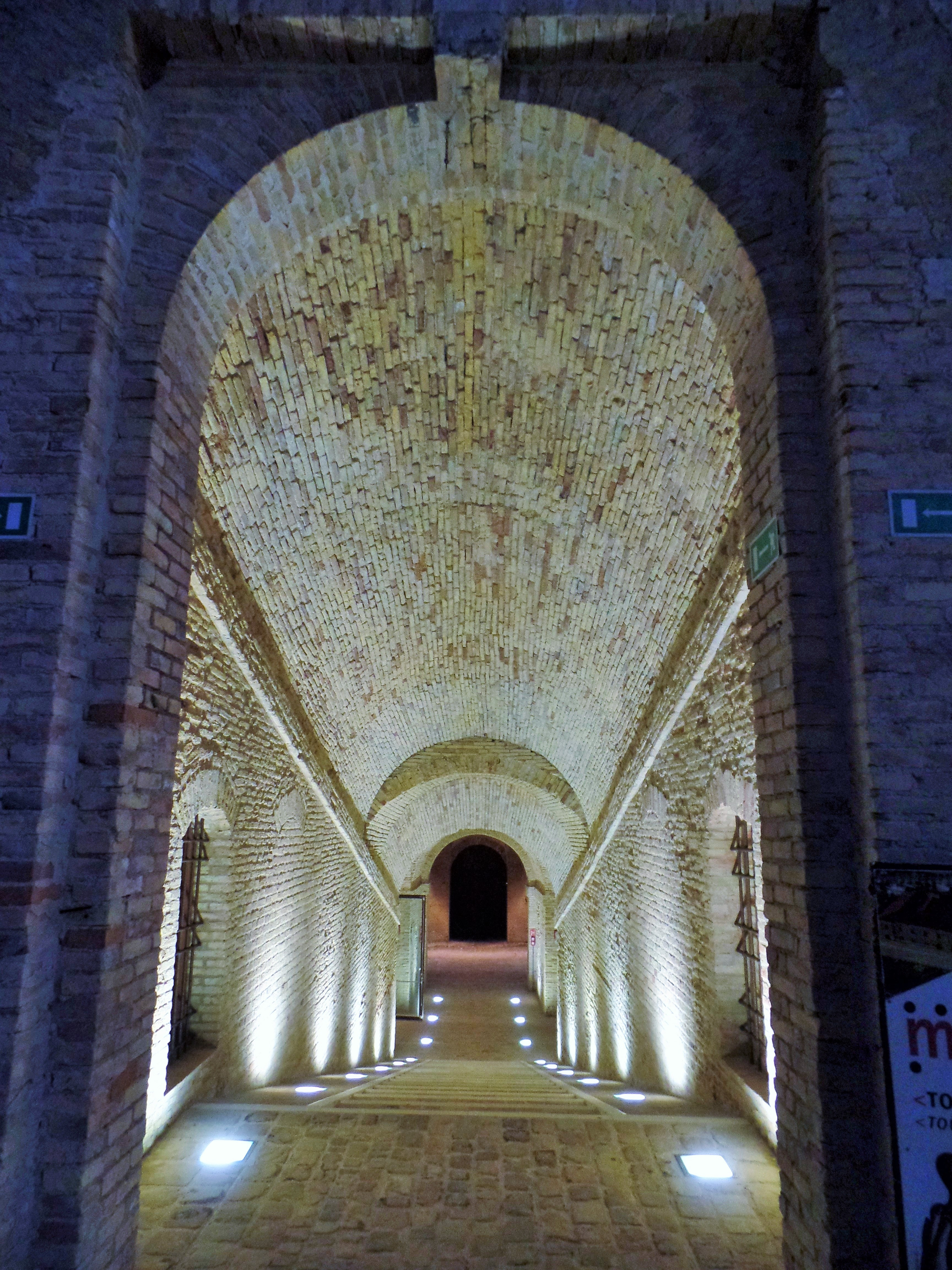
Passaggio che conduce alla Porta ad Acqua
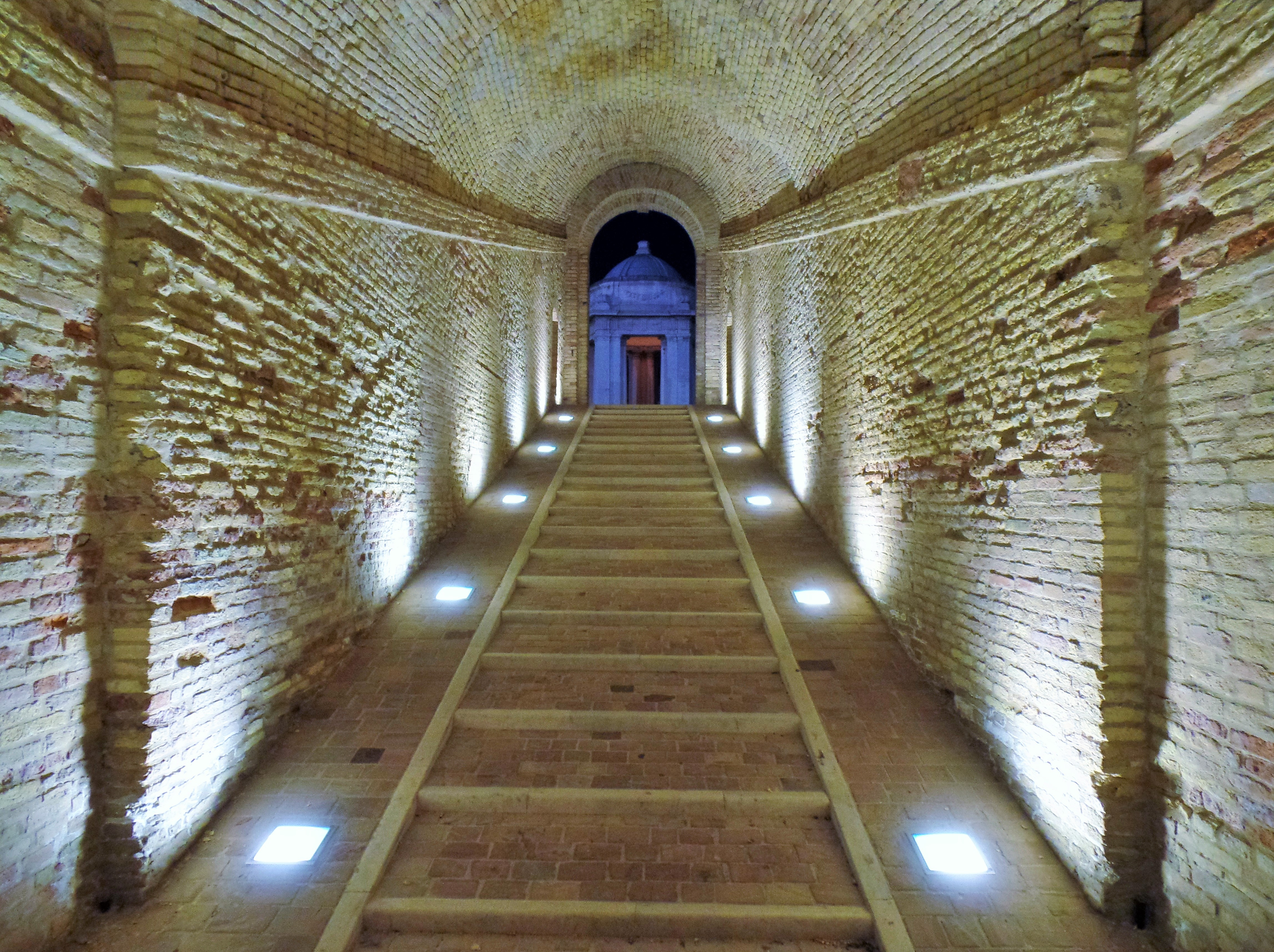
Vista del tempietto da una rampa di accesso
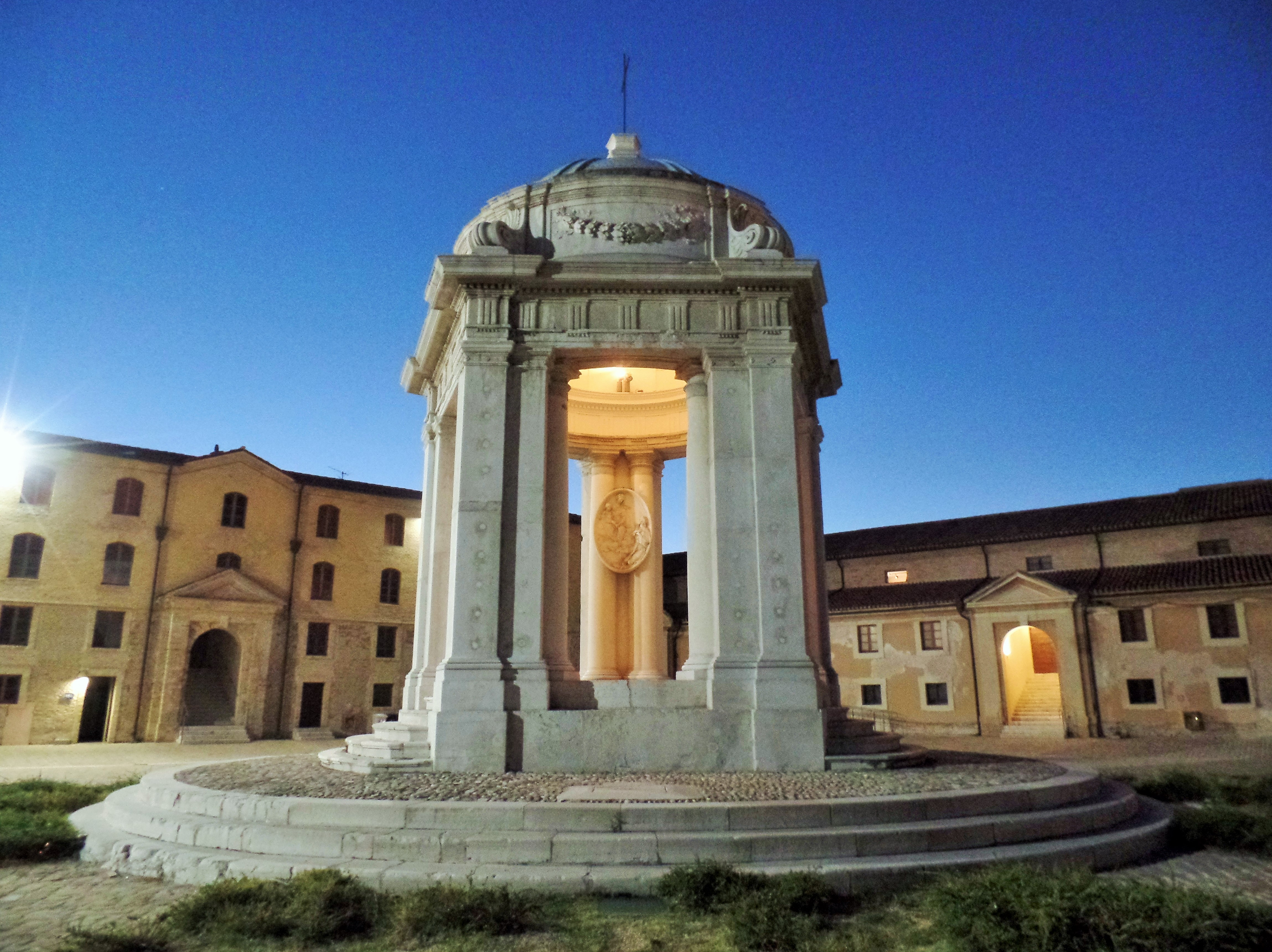
Tempietto di sera